# Navegantes del Magallanes
Navegantes del Magallanes es un equipo de béisbol profesional de la Liga Venezolana de Béisbol Profesional, con sede en Valencia, estado Carabobo, Venezuela.
Fundado el 26 de octubre de 1917, es el equipo de béisbol más antiguo de Venezuela que aún sigue en vigencia. Participa en la Liga Venezolana de Béisbol Profesional desde su creación en 1945. Tiene su sede en el Estadio José Bernardo Pérez, inaugurado en 1955, que cuenta con 14 638 asientos y una capacidad, o aforo total, de 16 000 espectadores.
Es el segundo club que más títulos tiene en Venezuela y el 6° del Caribe en cuanto a victorias. Fue el primer equipo venezolano en ganar una Serie del Caribe y además destaca por ser, junto a las Águilas del Zulia, los únicos equipos venezolanos en ganar dos Series del Caribe en una misma década. A su vez es el club venezolano que más veces ha ganado el certamen, junto a Leones del Caracas y Águilas del Zulia con dos campeonatos.
Con sede en la ciudad de Caracas, formó parte, en calidad de miembro fundador, de la liga local, además de ganar el primer juego celebrado en la liga, venciendo a los Patriotas de Venezuela el 12 de enero de 1946, con el resultado final de 5 a 2. Magallanes retornaría a la liga en 1969 tras una breve desaparición, esta vez teniendo como sede la ciudad de Valencia. Tras su llegada, disfrutaron de unos 70s con varios títulos, entre ellos dos Series del Caribe, sin embargo, en la década de los 80 sufrieron una gran sequía. Durante la década de los 90 y 2000 sumaron cuatro títulos de liga y posteriormente dos títulos más en las temporadas 2012-13 y 2013-14.
Su rival histórico son los Leones del Caracas, con quien disputa el Clásico de los Eternos Rivales, siendo este uno de los encuentros de mayor rivalidad del béisbol de Venezuela y del Caribe. También disputa clásicos contra Caribes de Anzoátegui por la antigua sede en el oriente del país, y Tigres de Aragua, con quien disputa la "Batalla del centro" o "El clásico de la autopista", nombrados así por la cercanía entre las ciudades sedes de ambos equipos.

## Historia

### Orígenes

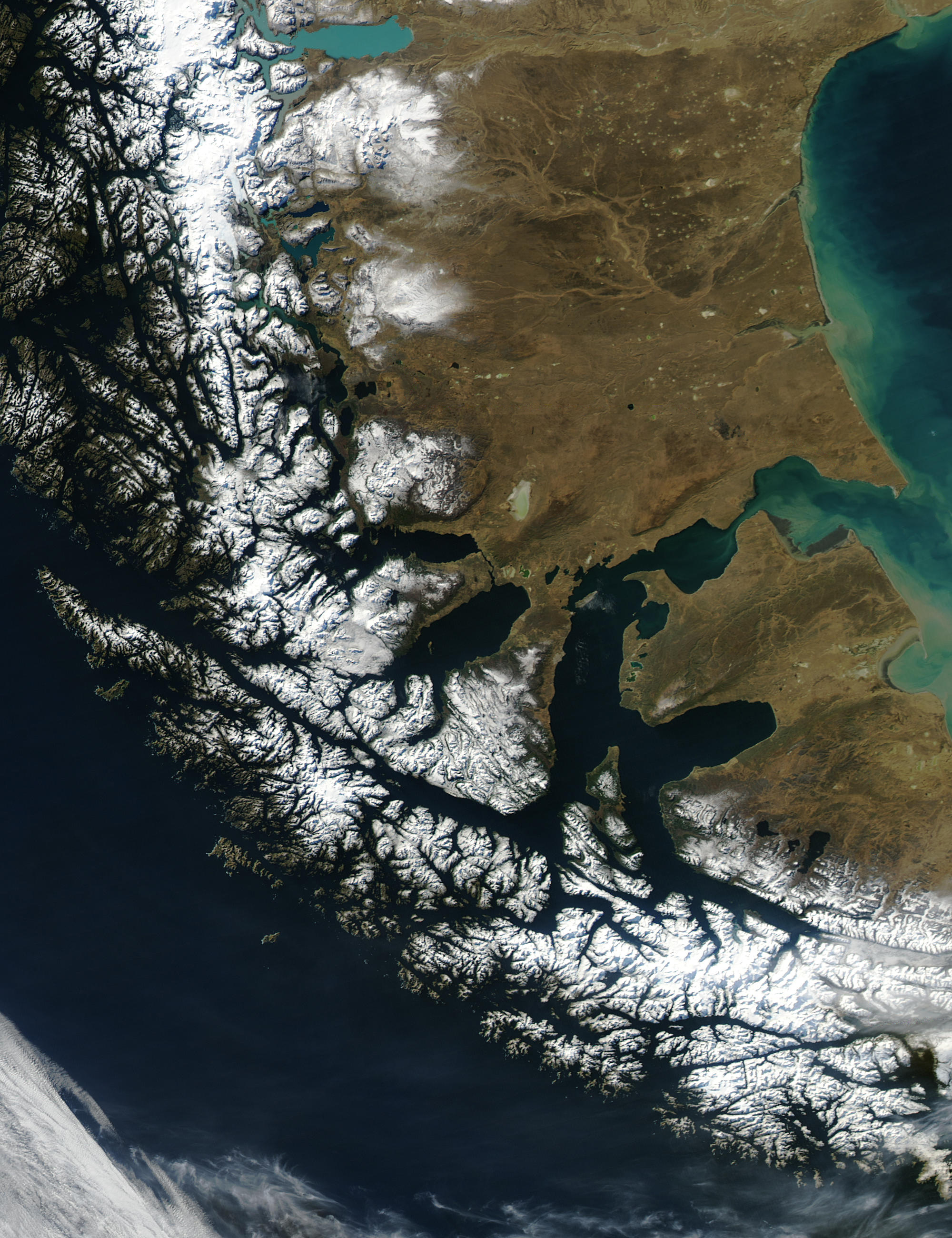
El estrecho de Magallanes (Chile), sirvió como inspiración para el nombre del club.

Sus orígenes se remontan en los primeros años del siglo XX cuando un grupo de jóvenes del oeste de la capital, Catia, quisieron crear un club capaz de rivalizar con una novena del este de la capital, los Royal Criollos del sector de Sarría.
Magallanes fue constituido por primera vez el 26 de octubre de 1917 bajo el nombre Magallanes Base Ball Club por un grupo de fanáticos, que como de costumbre se reunían en el "Back Stop" de Caracas, ubicado en el pleno centro frente al Palacio de Miraflores. El viernes 26 de octubre, el dueño del bar, Antonio Benítez Abedanck, fue quien propuso mediante una votación por parte de los clientes presentes que nombre debería llevar el club. Ricardo Salomón propuso el nombre de Balboa solo porque le parecía sonoro, Alfredo Caglianone propuso el de Colón igualmente por el motivo anterior y porque era el nombre de un gran aventurero (en referencia a Cristóbal Colón), Jesús Gómez consideró que el club debía llamarse Diego de Losada en honor al fundador de la ciudad de Caracas. Benítez a modo de broma dijo que el equipo debía llamarse Magallanes, no por el navegante portugués Fernando de Magallanes, sino por el Estrecho de Magallanes en Chile, porque "allí se iban a estrellar todos los clubes". Algunos comentan que Benítez fue marinero en su juventud y logró la proeza de pasar a través de dicho estrecho. Otras investigaciones indican que lo de Magallanes fue por el navegante portugués Fernando de Magallanes, y por eso es que se les llama los navegantes, no obstante, el club cambiaría de nombre haciendo alusión a que son los Navegantes del (estrecho de) Magallanes Días antes de la reunión, los fundadores del club habían decidido seleccionar como sede un campo abandonado ubicado en los Altos de Cútira, detrás de la plaza Pérez Bonalde de Catia.

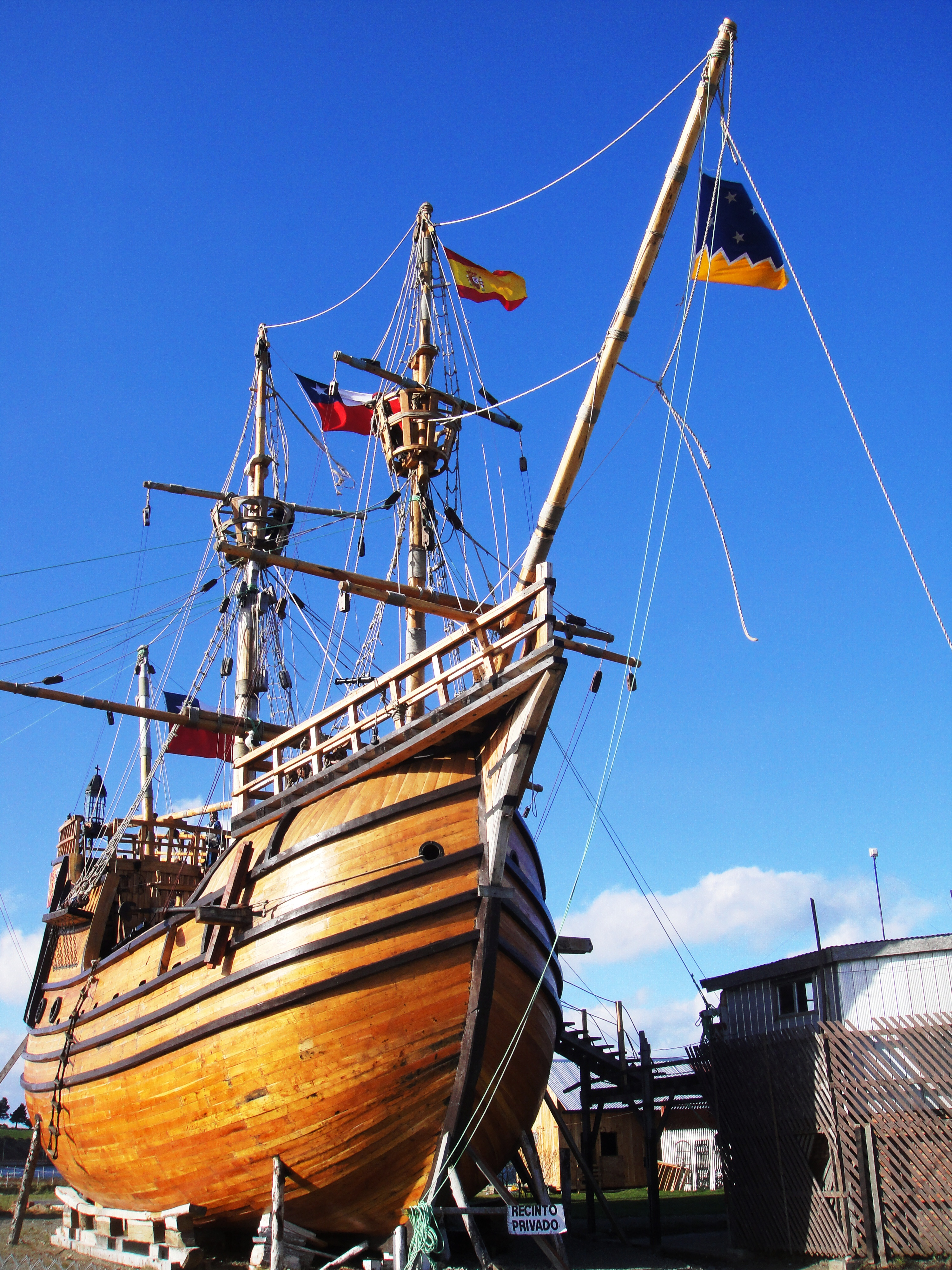
Réplica de la nao Victoria de Fernando de Magallanes.

Para noviembre de 1917, Magallanes, con sede en Caracas, inicia las prácticas para seleccionar jugadores. En enero de 1918 el equipo es inscrito en el Campeonato Nacional de Béisbol. Tras discusiones entre los directivos acerca de la elección del plantel que jugaría el torneo, su presidente Jesús Gómez renuncia y toma el cargo Carlos Bonnet (quien posteriormente se convertiría en autor de famosas piezas de música venezolana).
En su primer partido, el 24 de febrero, Magallanes venció al equipo de Flor del Ávila con marcador de 20 a 6, aunque en las siguientes salidas las derrotas fueron más que las victorias, lo que motiva al equipo a retirarse del torneo. Esto provoca una estampida de jugadores hacia otros conjuntos, por lo que el 7 de mayo se convocó a una asamblea extraordinaria para tratar el asunto. Hasta allí, en lo que a documentación periodística se refiere, existió físicamente el Magallanes. El surgimiento de un primer Magallanes, tendría una fugaz existencia en el ámbito de la pelota criolla, ya que desaparecería poco después debido a la aparición de la epidemia de gripe española de 1918, que diezmó a la novel divisa. Entre las víctimas destacó Luis Meneses, único pitcher del conjunto.

### Primera refundación
Tras diez años de ausencia, Antonio Benítez, dueño de Back Stop y varios de los fundadores originales del club, unieron esfuerzos para refundar el equipo el 1 de julio de 1927. Entre sus fundadores estaban Juan Carratú y Luis Carratú, la familia Fagre y los turcos Alberto y Ricardo Salomón, Vicente Issa y Eduardo Kalil. El Magallanes regresa como un equipo de categoría amateur que ingresó en el torneo de segunda categoría (agosto-noviembre) de ese año organizado por la Asociación Nacional de Base Ball (ANB), donde fue eliminado tempranamente por el conjunto de Estrella Roja al perder 20 a 11. A raíz de esto, algunos cronistas infirieron que el club se había empavado por mandar a hacer los uniformes en Estados Unidos. Además, su color chocolate era motivo de burlas. La burla fue tal que hasta unos versos fueron publicados por un señor que se hacía llamar Juan Parao. A raíz de todo esto, el club reorienta sus objetivos para pasar de un club familiar o informal, a un club competitivo.
Para el primer campeonato de Primera División realizado en septiembre de ese año y enero de 1928, Magallanes jugó partidos amistosos en la capital, subiendo progresivamente el escalafón hasta el punto de enfrentar, en febrero de 1929, a una selección puertorriqueña la cual le propinó una dura derrota 12 a 1. Magallanes seguiría perdiendo partidos, siendo el más sonado uno donde fue vapuleado por el Royal Criollos, equipo que atravesaba una profunda crisis. El cronista deportivo Luis Hernández Maldonado, el cual usaba el seudónimo Lord, señaló al respecto:

"... que mejor sería que siguieran refugiándose en su segunda categoría, puesto que habían perdido con la sombra del Royal".
Luis Hernández Maldonado, Lord. El Nuevo Diario, Caracas, 6 de abril de 1929, pág. 7

Según Eduardo Kalil, estos encuentros no sirvieron sino para ir midiendo el nivel de juego del Magallanes. Por otro lado el equipo Royal Criollos mantenía una superioridad vergonzosa respecto a las demás novenas. Tanto así que los equipos Santa Marta y Cincinnati (ambos de La Guaira) constituyeron un equipo para enfrentarlos. El resultado fue una victoria 10 a 1 para Royal. Magallanes creyó entonces que era su oportunidad de retarlos, pero la respuesta del mánager de Royal, Jesús Corao no pudo ser más determinante en la corta historia de la novena de Catia. Corao los mando a bañarse, a sembrar papas o a terminar de criarse. En pocas palabras: Magallanes no tenía nivel para medirse contra el Royal. Los jugadores del Magallanes heridos en su orgullo, pidieron a la directiva del club reforzarse con jugadores provenientes del interior. La directiva contrato a Balbino Inojosa, un potente lanzador del equipo Latinos de Valencia, pero ningún cácher del club tenía suficiente habilidad para poder recibir los rápidos envíos de Inojosa. Ricardo Salomón, directivo del club, aprovechó un viaje a Maracay para conseguir a ese cácher: Manuel Antonio "Pollo" Malpica. Magallanes iniciaría ese año su escalada triunfal hacia la Primera División. El Nuevo Diario, partidario del Royal Criollos, reseñaba las actuaciones de la escuadra "turca" con sarcásticos titulares, llegando a bautizar al equipo de Catia como Inojosa BBC. Las victorias que consiguió el Magallanes servirían para sentar las bases del fanatismo que rodearía al Magallanes hasta hoy día. 
En 1930 Los bucaneros de Catia retarían a uno de los mejores equipos de la liga, el Royal Criollos del barrio de Sarría. Aunque el primer partido lo perderían 10 a 0, Balbino Inojosa surge para convertirse en la primera figura del club y echarse el equipo a hombros para conseguir tres victorias consecutivas para alzarse con la Copa Londres, desatando la locura en los alrededores de Catia, que se convirtió en la parroquia donde tendría su propio terreno para practicar, al punto de legar su nombre a la populosa barriada conocida hoy como Los Magallanes de Catia. Tras este encuentro Magallanes se convirtió entonces en un club idolatrado por una buena parte de los caraqueños, en especial, por los que habitaban en el oeste de la capital. Igualmente empieza a surgir la rivalidad entre Royal Criollos y Magallanes. Paulatinamente, sus mayores baluartes (entre ellos su estelar shortstop Luis Aparicio Ortega) fueron abandonando el equipo al aceptar mejores propuestas económicas por parte del equipo Concordia, propiedad del hijo del entonces presidente Juan Vicente Gómez, lo que hizo que en 1933 Carratú retirara al equipo del torneo, cerrando así esta segunda etapa.

### Segunda refundación

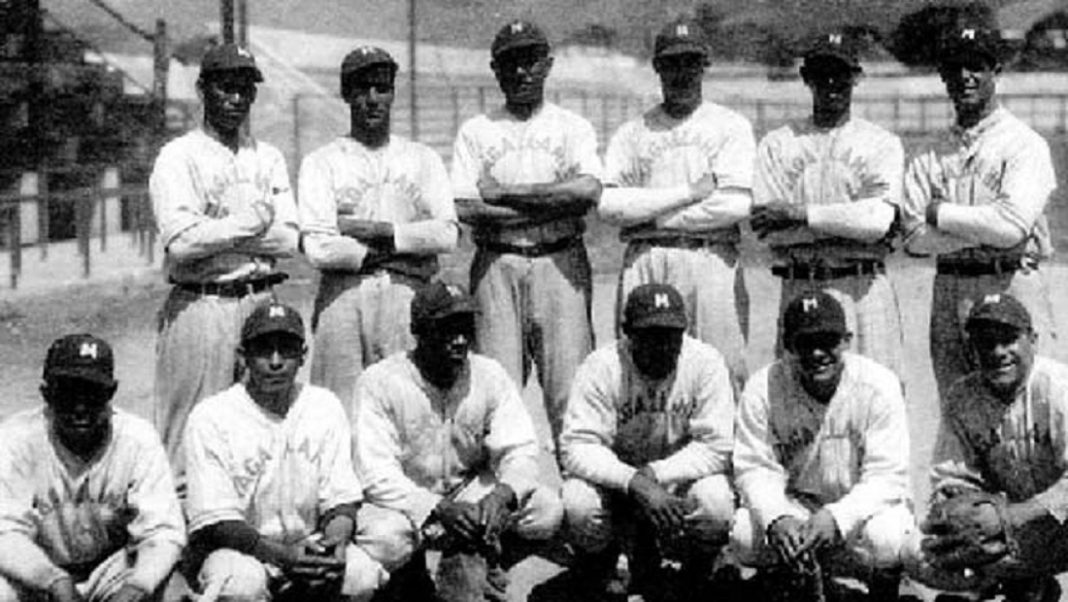
Magallanes en la década de 1930.

En 1936 Luis Carratú, uno de sus más antiguos dueños intento revivir al Magallanes, pero a pesar de los esfuerzos y de la conquista de la Copa Lucky Strike, en una serie de tres encuentros ante el Royal Criollos, los bucaneros no tuvieron el dinero suficiente para mantenerse en pie. Ese año un comerciante de nombre Carlos Lavaud acudió a Carratú para comunicarle que tenía intenciones de revivir al Magallanes, pero Carratú se negó ya que él mismo quería revivir al club. Fue así como Lavaud revivió a otro legendario club: Santa Marta. Carratú había registrado el nombre de Magallanes en 1932. Hasta ese momento nadie se había percatado de ese detalle jurídico por lo que él fue considerado el dueño absoluto del difunto Magallanes.
No fue sino hasta principios de 1940 cuando Carlos Lavaud, antiguo dueño del Sabios del Vargas, logró que Carratú le cediera los derechos del difunto Magallanes, para dar inicio a una nueva etapa del equipo que encabezado por Vidal López, Dalmiro Finol y Jesús "Chucho" Ramos en enero de 1941. Lavaud se abocó a reorganizar al conjunto turco, apodo al que se le añadiría el de Eléctricos, ya que Lavaud manejaba un negocio de electrodomésticos en la esquina San Jacinto, cercana a la Casa Natal del Libertador Simón Bolívar. La tienda recibía el nombre de El Equipo Eléctrico, S.A., razón por la cual el equipo recibiría ese apodo desde ese entonces.
Luego de que Venezuela ganara la Copa Mundial de Béisbol, ese año, Carlos Lavaud le da una nueva perspectiva al equipo, donde se comenzaba a realizar lo que son los Navegantes del Magallanes de hoy en día, así, al crearse la Liga Venezolana de Béisbol Profesional, Magallanes fue uno de los cuatro equipos en participar en el primer torneo de 1946 junto a Cervecería Caracas, Equipo Venezuela y Sabios del Vargas. De esta primera época del béisbol organizado de Venezuela, destaca la figura de Vidal López.

### Era profesional

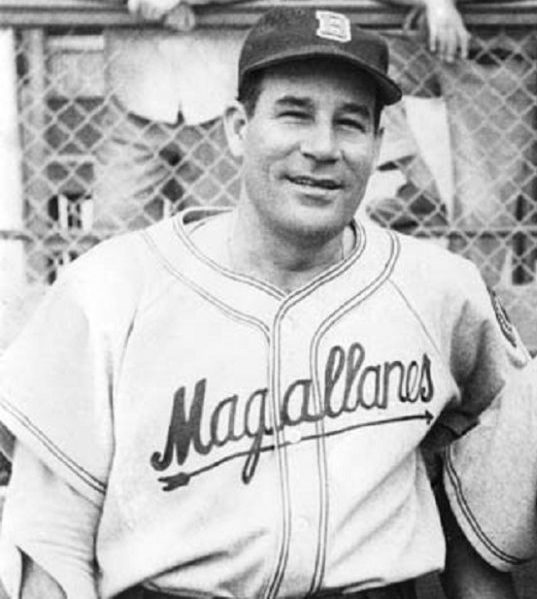
Alejandro "Patón" Carrasquel fue el primer lanzador en ganar un juego en la LVBP.

El año 1946 fue el debut del Magallanes en la Liga Profesional de Béisbol, la primera liga organizada de béisbol en Venezuela. En el primer encuentro, dirigidos por Manuel Capote, se enfrentaron contra los Patriotas de Venezuela. Magallanes se llevó el triunfo con pizarra final de 5 carreras por 2 logrando la primera carrera anotada de la liga en las piernas de Luis Aparicio Ortega, el primer boleto es recibido por Vidal López, y el primer lanzador en obtener un triunfo es Alejandro Carrasquel. El club finalizó la temporada en el cuarto puesto con registro de 12-18. El puertorriqueño Benito Torrens se hizo cargó de algunos partidos, mientras que Vidal López finalizaría al mando del conjunto como mánager-jugador.
En la temporada 1946-47 Magallanes finaliza tercero en la primera mitad, y segundo en la segunda mitad para ostentar un récord de 20-16. En esta temporada son dirigidos por el estadounidense Quincy Trouppe, quién venía de ser el primer bateador emergente en la historia de la liga con Magallanes en la temporada pasada.
En la temporada 1947-48 el club queda tercero con récord de 16-23 a nueve juegos del ganador. Óscar Estrada empezaría siendo mánager del conjunto, pero Vidal López se haría cargo nuevamente de la conducción como mánager-jugador. Además, captura el título de los bateadores con promedio de .374 y empuja 32, da 11 dobles y 4 vuelacercas para ser seleccionado por el Círculo de Periodistas Deportivos como el Pelotero del Año. 
Manuel Capote volvería para dirigir al club, pero nuevamente Vidal López cargaría con la conducción al final de la temporada. Luego de liderar la tabla de posiciones durante la mayor parte, Magallanes perdió sus dos últimos desafíos frente a Cervecería Caracas, equipo que le arrebató el título dejándolo en segundo lugar con récord de 17-14.

### Primeras coronas
Los turcos tras finalizar segundos en la zafra 1948-49 detrás del Cervecería Caracas, obtienen en la siguiente (1949-50) su primer campeonato en la era profesional tras poseer récord de 32-14, de la mano del cubano Lázaro Salazar (mánager-jugador) y una combinación de talento joven, encabezada por el Novato del Año Luis "Camaleón" García. Vidal López como de costumbre, dirigiría algunos juegos como mánager-jugador. Magallanes participaría en su primera Serie del Caribe en la edición de 1950 celebrada en San Juan, Puerto Rico. El 21 de febrero de 1950 alcanzaría su primera y única victoria en esta edición ante el posterior campeón Carta Vieja de Panamá al vencerlos 3 a 2. El club finalizó con récord de 1-5.

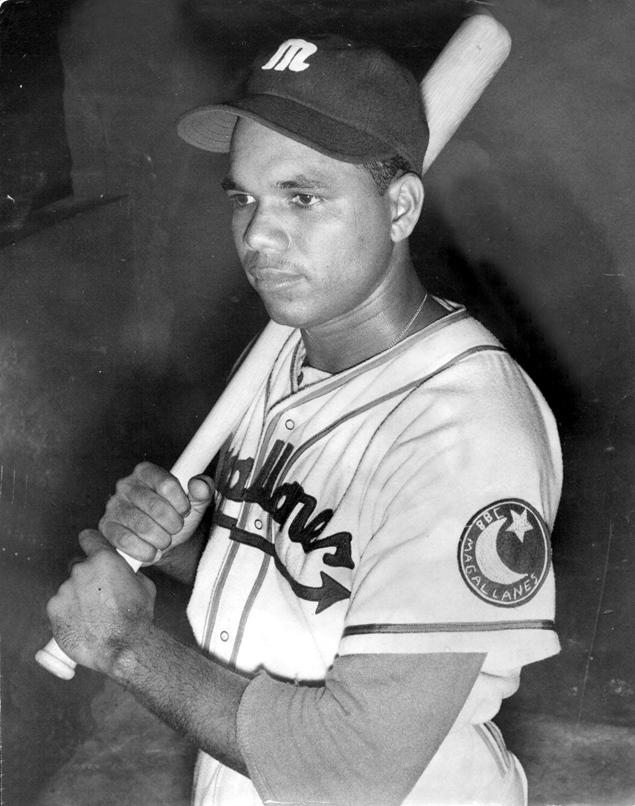
Luis "Camaleón" García se consagró como uno de los mejores peloteros venezolanos de todos los tiempos y uno de los iconos del Magallanes.

La afición no esperó mucho para celebrar su segundo campeonato, obtenido un año después, en la temporada 1950-51, con el mismo Lázaro Salazar al frente, como mánager y jugador, y prácticamente los mismos jugadores de la campaña anterior. Finalizaría por delante de Cervecería Caracas con un récord de 34-19, la mayor cantidad de victorias para ese entonces. En la Serie del Caribe 1951 celebrada en Caracas, el club finalizó tercero con récord de 2-4, producto de las victorias ante Spur Cola de Panamá.
En la siguiente temporada, Los turcos quedan con 28 victorias y derrotas, ubicándose en el segundo lugar. En dicha campaña fueron dirigidos por el estadounidense Joe Becker y el cubano Lázaro Salazar. Entre las anécdotas, el 14 de febrero de 1952, en juego contra Cervecería Caracas, Camaleón García establece un récord de turnos en un encuentro, al pararse en el home en 9 oportunidades. Por su parte Johnny Hetki permaneció sobre el montículo durante los 18 episodios del mismo partido para fijar un récord aún vigente en el profesional.
Lázaro Salazar seguiría al mando en la campaña 1952-53, en donde el Magallanes queda segundo con un récord de 30-27. El 8 de enero de 1953, Quincy Trouppe, quien anteriormente había sido mánager del club, estableció una marca al recibir 6 boletos en un solo partido ante los Leones del Caracas.
El 14 de octubre de 1953, durante la temporada 1953-54 Bill Taylor y George Wilson sacan cada uno dos jonrones, mientras Foster Castleman y Billy Gardner conectan uno por lado para ganar 8 a 2 al que se convertiría en monarca de ese año, el Pastora, en el llamado campeonato rotatorio, estableciendo un récord para la liga de seis cuadrangulares en un juego por un mismo equipo. Al final Magallanes llega segundo con 40-37, teniendo a Salazar como mánager y al estadounidense Herman Franks como mánager al final de temporada. Bill Taylor captura el título de jonrones con 16 (incluyendo un juego con tres vuelacercas frente a los Leones del Caracas el 24 de enero de 1954) y de remolcador con 63, implantando nuevos registros en ambos departamentos, mientras impuso las marcas aún vigente de más bases alcanzadas en una temporada con 162 y de más turnos en una campaña con 308, cantidad que también consumió Castleman. Por su parte Camaleón García logra su mejor palmarés al alcanzar sus topes en juegos (78), turnos (307), carreras (54), hits (93), dobles (17), jonrones (11) y empujadas (50). George Spencer implanta un récord de juegos lanzados con 44, además el club consume 2687 turnos oficiales en la temporada, un récord para la liga.
Magallanes luego de dos subcampeonatos volverían a saborear la gloria en la zafra 1954-55, con una reacción que los hizo pasar del último lugar de la tabla al primero en tan solo un mes. Fred Fitzsimmons no pudo al mando de La Nave y nuevamente Lázaro Salazar se haría cargo. Magallanes obtiene su tercer gallardete protagonizando una increíble recuperación al concluir con marca de 32-18, seguido de una sobresaliente actuación en la Serie del Caribe celebrada en Caracas, finalizando segundo con récord de 4-2 detrás del campeón de Puerto Rico, Cangrejeros de Santurce. Sin embargo estas actuaciones no fueron suficientes para la estabilidad financiera del club.

### Desaparición
Carlos Lavaud, agobiado por la carga económica que el Magallanes significaba, absorbiendo incluso al negocio familiar de enseres y electrodomésticos, y a pesar de haber conseguido el título de la 1953-54, decidió poner el equipo en venta, con todo y nombre. Incluso amenazó con no inscribirse en el campeonato 1955-56, teniendo luego que rectificar ante la presión de la fanaticada. El revuelo que esto causó logró mover a ciertos grupos de empresarios y personalidades del mundo deportivo que se manifestaron dispuestos a tomar el relevo de Lavaud y no dejar morir al Magallanes. Fue ahí cuando apareció Damián Gaubeka, un empresario vasco de renombre al haber organizado torneos internaciones de fútbol en el país. Gaubeka alcanza un acuerdo con Lavaud el cual contemplaba la cancelación de deudas que tenía el club con la liga y el permiso para la utilización del nombre de Magallanes. Así se hizo y la liga le otorgó a Gaubeka y a sus socios plenos derechos sobre la franquicia que antes perteneció a Lavaud.

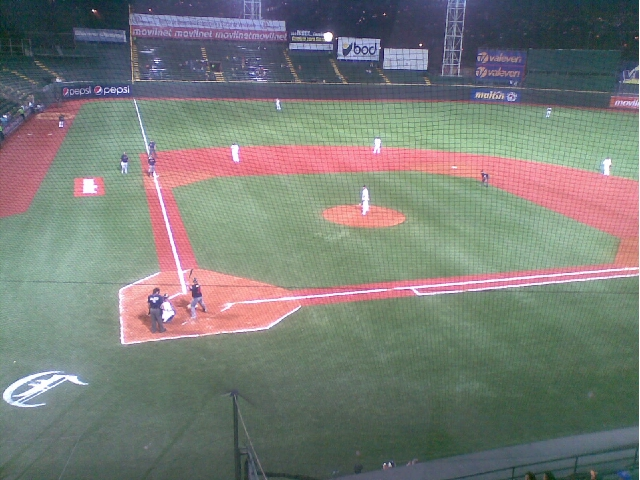
Magallanes desaparece al final de la temporada 1955-56 para dar paso a una nueva franquicia, los Indios de Oriente, los cuales disputaron siete temporadas en el estadio Municipal (hoy Alfonso "Chico" Carrasquel) de Puerto La Cruz.

El torneo de 1955-56 fue el final de la primera etapa del Magallanes en la liga y en el que Los Eléctricos poco o nada pudieron hacer. En adición, fueron víctimas del primer no hit no run en la historia de la liga y ante sus archirrivales, los Leones del Caracas. Esta fue la primera campaña del Magallanes sin Vidal López, ya que un año antes había anunciado su retiro. Ese año Los Marinos no pudieron hacer nada en el mes de enero, a pesar de que Norm Larker obtuvo el título de bateo (.340), Gale Wade los de hits (75), carreras anotadas (44) y bases robadas (11), y Ramón Monzant logró por tercer año seguido los títulos de más ganador y máximo ponchador (10 y 119). Al terminar la temporada, Gaubeka y el resto de la directiva revelaron que el club tuvo serias pérdidas económicas, por lo que no se presentaron más en las reuniones que convocaba la liga para organizar el próximo campeonato. Ante esta situación la liga como máximo ente decidió quitarle la franquicia a Gaubeka y a sus socios para así ofertarla públicamente.
Entre los candidatos se encontraba el exjugador Manuel Antonio Malpica quien constituyó una compañía anónima de nombre Turcos de Catia y afirmó tener el permiso de Lavaud de utilizar el nombre de Magallanes. Sin embargo, Malpica no contaba con los recursos económicos suficientes para adquirir a la franquicia, por lo que decidió asociarse con Julio Rodríguez, antiguo propietario del equipo Santa Marta. Este último no pudo convencer a Juan Lorenzo Mendoza, hijo del propietario de la Cervecería Polar y ferviente seguidor del Magallanes para que invirtiera una suma que rondaba los 30 000 Bs. Tal situación concluyó en 1956, cuando Joe Novas y Johnny Cruz, dueños de una conocida empresa de publicidad, fueron los que finalmente compraron el equipo; no obstante no pudieron comprar el nombre Magallanes a Lavaud. Desde entonces Magallanes entraría en un letargo de ocho años.
Esto da paso en la temporada de 1956-57 a los Indios de Oriente. Siete años más tarde Oriente se convierte en Estrellas Orientales luego de ser adquirido por el radiodifusor Antonio José Catire Isturiz en el año 1959. En ese entonces disputaba sus encuentros en el estadio Municipal de Puerto La Cruz (hoy conocido como Alfonso "Chico" Carrasquel).

### Resurgimiento
Fue durante la temporada 1963-64, cuando El Catire Isturiz convence a Carlos Lavaud, después de varios intentos, para que le venda los derechos del nombre Magallanes. Entonces, a dos meses del inicio de la temporada 1964-65 se anuncia el regreso del Magallanes, esta vez bajo la denominación de Navegantes del Magallanes, para beneplácito de la afición, habida cuenta de que regresaba también la enconada rivalidad con los Leones del Caracas. El equipo volvió bajo la dirección del exjugador y mánager Sparky Anderson, el mismo que posteriormente dirigiría a La Gran Maquinaria Roja de los Rojos de Cincinnati desde 1970 a 1978. El 27 de noviembre de 1964 Camaleón García conecta tres imparables, los números 900, 901 y 902 de su carrera. El 22 de enero de 1965 Alfonso Carrasquel juega su último partido como campocorto en Venezuela, con el uniforme del Magallanes. Al final el conjunto queda eliminado, aunque Camaleón atrapa el liderato de bateadores al promediar .394 puntos.
Durante el lapso posterior a su regreso, fueron más las derrotas que las victorias. El 15 de octubre de 1965, fecha inaugural de la temporada 1965-66, el novato Graciliano Parra mantuvo sin hits ni carreras por espacio de 9 innings y 2 tercios a Tiburones de La Guaira (campeón de la temporada 1964-65 y a la postre también monarca de esta temporada), y apenas en el décimo episodio el cubano José Martínez le conecta sencillo al centro. Al final Magallanes gana 1 a 0. El conjunto clasifica amparado en el bate de Tommy Agee, quien lideró al club en casi todos los renglones ofensivos, pero al llegar la postemporada cae ante Tiburones de La Guaira en el máximo de cinco juegos, pese a ganar los dos primeros desafíos y ponerse a punto del pase a la final.
Para la temporada 1966-67, el 25 de octubre de 1966 a la altura del quinto episodio, Camaleón García toma turno frente al pitcher de Cardenales de Lara Ken Sanders y conecta un hit, para convertirse en el primero que golpea mil hits en la liga, justo cuando participaba en su décima octava temporada profesional. A pesar de quedar eliminados en un mini play off de desempate por el tercer y cuarto lugar contra Tiburones de La Guaira e Industriales de Valencia, destaca la labor desplegada por Graciliano Parra, quien deja balance de 7 y 3 con efectividad de 2.11; y el récord establecido por Billy Connors al aparecer como relevista en 40 cotejos, en los que tuvo 4 y 4 con 10 rescates y efectividad de 2.01.
En la temporada 1967-68 se estrenó la insignia que se haría entrañable para los fanáticos del equipo y el deporte en general: El conocido círculo con una M amarilla que sobresale por delante de un barco blanco en fondo azul. El 30 de diciembre de 1967, frente a Cardenales de Lara, Látigo Chávez obtiene su quinta victoria de la campaña, la última que lograría con la camiseta marina. El 13 de enero de 1968 fue su última aparición con el Magallanes antes de su muerte, ya que el 16 de marzo de 1969, Isaías Látigo Chávez, de 21 años, fallece en el vuelo 742 de Viasa cuando el avión que lo llevaba al campo de entrenamiento de los San Francisco Giants en Arizona se desploma justo al salir del Aeropuerto Grano de Oro en Maracaibo, acabando también con la vida de Carlos Santeliz, pelotero del Cardenales de Lara, y del propietario de ese equipo, Antonio Herrera Gutiérrez. El club concluye último con balance de 21 victorias y 39 derrotas.

### «El Poder Negro» y el traslado a Valencia

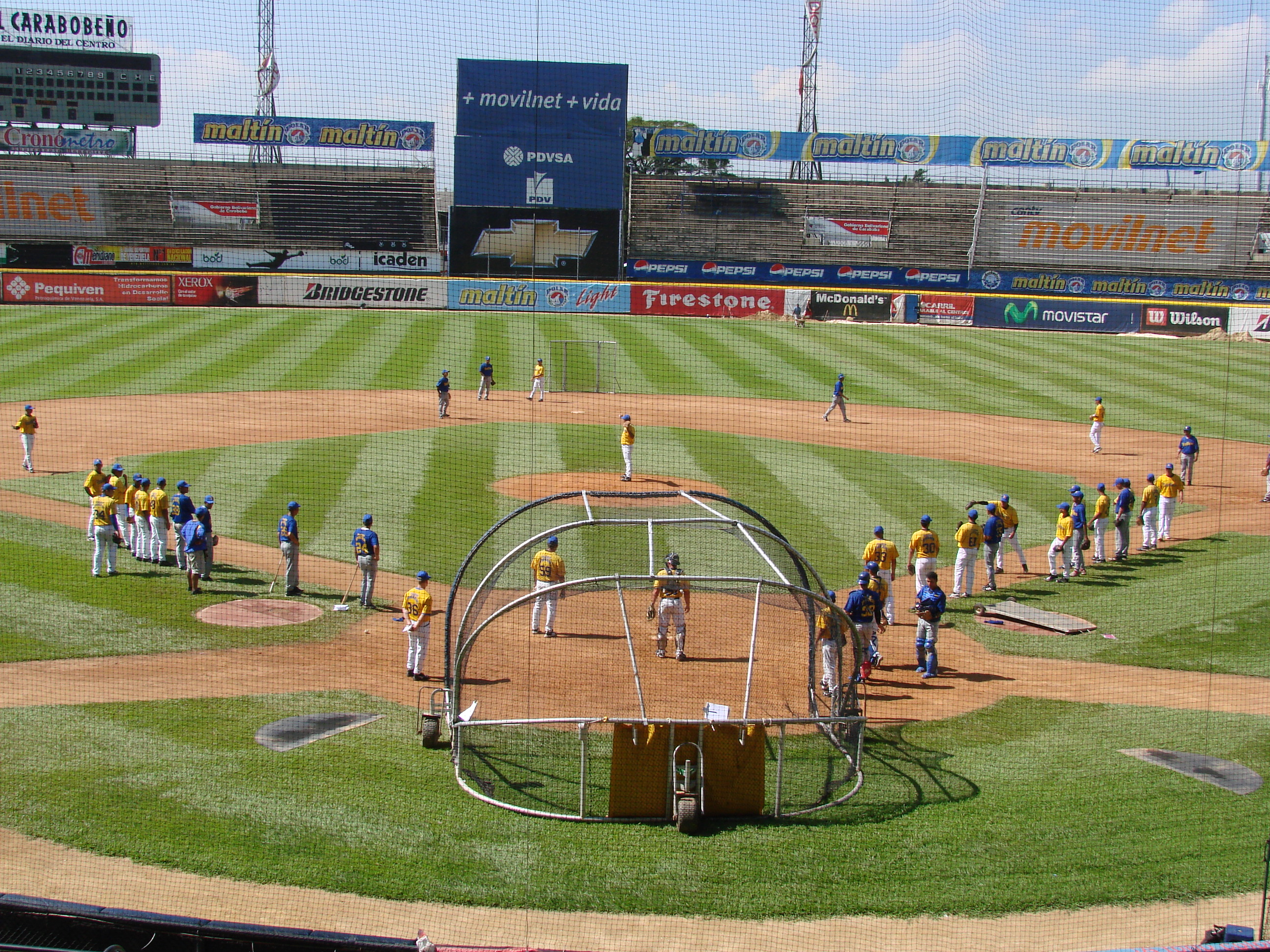
Para la temporada 1969-70 el club abandona Caracas y se establece hasta la actualidad en la ciudad de Valencia. En la imagen, el Estadio José Bernardo Pérez.

Para la temporada 1968-69 son guiados por Dámaso Blanco y Gustavo Gil, mientras que Pat Kelly y Clarence Gaston inician la tradición de El Poder Negro, nombre dado por el movimiento del Black Power, el cual mantuvo una presencia destacada en la sociedad estadounidense durante la década de 1960 y a principios de la década de 1970. El 24 de octubre Howie Reed de los Leones del Caracas le propina no hit no run al Magallanes. Gaston establece un nuevo récord de empujadas con 64, y también comanda la Liga en dobletes con 14 y bateo con .383, para convertirse en el Jugador Más Valioso. Esta fue la última temporada de los Navegantes del Magallanes en la ciudad de Caracas. El Catire Istúriz no pudo seguir sufragando las pérdidas acumuladas por el equipo a causa de sus continuas derrotas, por lo que decidió venderlo al final de aquel campeonato. Entonces, un grupo de empresarios y deportistas carabobeños, encabezados por José Ettedgui, hermano de Herman "Chiquitín" Ettedgui y Alberto Raidi, hermano del periodista Abelardo Raidi, contactaron a Istúriz y luego de varias negociaciones adquirieron al equipo, con la única condición solicitada por Istúriz que no fuera cambiado el nombre. Esa transición coincidió con la despedida de "Camaleón" García del club de sus amores, luego de 12 temporadas, además de otras 8 entre Indios de Oriente y Estrellas Orientales (1956-1964). Ese mismo año desapareció el equipo Industriales de Valencia al ser vendido a Jesús Morales Valarino y trasladado al estado Portuguesa bajo el nombre de Llaneros de Acarigua, por lo cual la capital carabobeña se quedó sin béisbol ese año.
En la temporada 1969-70, los Navegantes aterrizan en Valencia. La prensa capitalina se mostró pesimista con el anuncio de la mudanza del Magallanes a la capital carabobeña, pero afortunadamente los éxitos conseguidos desde el principio atornillaron al equipo en la ciudad.

La persecución obedece a que el Magallanes es el club de más largo historial en la pelota venezolana, y el que se encaminaba a recuperar la densa fanaticada que últimamente se venía sintiendo defraudada por el bajo rendimiento del club que reapareció en 1964 (...) Istúriz, quien tuvo la autorización de Carlos Lavaud para el uso del nombre Magallanes en sustitución del de la franquicia de Orientales, se cansó de perder dinero y juegos, y decidió salirse del béisbol negociando las pertenencias y organización al pueblo carabobeño, que el año pasado había perdido la bandera de Industriales, formada exitosamente en el campeonato de 1956. Esta mudanza va a traer cola porque los fanáticos caraqueños se sienten defraudados al quedar relegados por una novena que tendrá asiento en la ciudad de Valencia. Por otra parte, se ignora hasta qué punto la afición carabobeña va a respaldar a un nombre que pudo despertarles simpatías, pero al que salvo casos aislados, no tenían motivos para apoyar sentimentalmente.
Guillermo Becerra Mijares. Diario La República, Caracas, 14 de marzo de 1969.

Tanto Becerra como el resto de los comentaristas deportivos de entonces, subestimaron el poder de convocatoria de la divisa, que desde ese campeonato oficializó su estatus de equipo más popular del país, sobre todo cuando bajo la conducción del cubano Carlos "Patato" Pascual conquista su primer título desde la campaña 1954-55, derrotando en esa ocasión a los Tiburones de La Guaira en solo tres juegos. A pesar de partir antes de finalizar la temporada, Gaston repite el título de bateo con .360. Ese año se vuelve a jugar la Serie del Caribe, y el escenario es el Estadio Universitario de Caracas. Magallanes se apoya en el picheo y obtiene el primer título del Caribe para un equipo venezolano, venciendo a los representantes de República Dominicana y Puerto Rico.
Una temporada después, en la 1970-71 y pese a no ser considerado como favorito al inicio, el elenco turco asiste a su segunda final seguida, Navegantes y Tiburones de La Guaira llegaron de nuevo a una final, pero esta vez la suerte estuvo del lado de los escualos, quienes batieron a los turcos en siete cerrados desafíos. El 27 de octubre se empata un récord de la liga (trío de jonrones en un inning) cuando Gustavo Gil conecta cuadrangular por el jardín izquierdo, Jim Holt por el centro y Hal King por el derecho durante el sexto inning de un partido jugado contra los Leones del Caracas, lo que además se convierte en toda una curiosidad por la repartición del poder. Magallanes logra una difícil clasificación, apoyado en el bate de Jim Holt, quien remolca 38 anotaciones. Además el día 11 de junio de 1971 fue creada la Fundación Magallanes de Carabobo, organismo que a partir de esa fecha se encargaría de dirigir todo lo relacionado con el equipo Navegantes del Magallanes, por lo que a partir de entonces, el equipo dejó de tener un dueño como tal.
Aún con un buen equipo, Magallanes queda fuera en la temporada 1971-72 al perder por segunda vez en una tanda de desempate por el tercer y cuarto puesto, jugada contra Tiburones de La Guaira y Leones del Caracas. Ese año Iván Murrell, Jim Holt, Harold King y Clarence Gaston mantienen viva la tradición del Poder Negro.
Para la temporada 1972-73 la escuadra turca firma un grupo de peloteros con la intención de crear una base nativa. Alexis Ramírez, Félix Rodríguez, el lanzador carabobeño José Jiménez, Esteban Padrón, y un joven de 16 años llamado Manuel Sarmiento eran los novatos. El 15 de noviembre Bobby Darwin conecta 3 cuadrangulares en juego contra los Tigres de Aragua, y al finalizar la contienda establece un récord al sacar 19 pelotas del parque, con jonrones realmente descomunales, muchos a más de 400 pies de distancia del home. Sin embargo su labor no fue suficiente para clasificar al club, toda vez que queda fuera por segundo año seguido (tercero en total) en un mini-play off de desempate por los lugares tres y cuatro contra los Tigres de Aragua y los Tiburones de La Guaira.
La temporada siguiente, Magallanes recopiló marca de 30 y 30 en un torneo que no fue concluido debido a una huelga de peloteros. Otra pérdida afectaría al club en el primer día del mes de enero de 1974, Mark El holandés Weems, muere ahogado en la Bahía de Patanemo, en Puerto Cabello. Con Magallanes participó en 26 encuentros, 25 como relevista, 2-1, 11 salvados, 38.1 innings, 26 hits, 14 carreras limpias, 34 ponches, 33 boletos, efectividad 3.29. Al momento del accidente de Patanemo, Weems lideraba la liga en juegos salvados con 11. Al final de la temporada terminó igualado con el cubano Carlos Alfonso, quién alcanzó los 11 salvamentos en 10 juegos más, los que Weems dejó de jugar en enero de 1974. Tras la noticia el outfielder Don Baylor declaró al periodista canadiense Earl McRae: Eso me hizo entender cuan frágil es la vida.
En la temporada 1974-75 estuvieron en las filas turcas Dave Parker, Don Baylor, Jim Holt, Bob Bailor, Kent Tekulve, Larry Demery y Wayne Garland, entre otras estrellas. El 22 de noviembre Parker suelta su segundo Grand Slam del año. Parker se alza con los títulos de jonrones y empujadas, al sacar 8 y fletar 50 rayitas. El 11 de enero comienza la primera confrontación de postemporada entre Magallanes y los Leones del Caracas, de la cual sale favorecida la novena valenciana después de siete reñidos juegos, aunque en la final los bucaneros caen frente a los Tigres de Aragua cuatro juegos a dos. En la temporada siguiente, luego de finalizar en cuarto lugar, el equipo es derrotado en la semifinal por Cardenales de Lara (4-2). A su vez, Manuel Sarmiento alcanza el liderato de juegos salvados en la campaña (7).
En la 1976-77 tras puntear la mayor parte del campeonato (el conjunto estuvo 82 días en la punta, hasta el 12 de enero de 1978 cuando cae frente a Águilas del Zulia) Magallanes conquista el quinto título de su historia doblegando a los Tiburones de La Guaira y queda segundo en la Serie del Caribe. Dave Parker finaliza como campeón bate con .414 de promedio, la cifra más alta de cualquier pelotero en la historia de la Liga Venezolana de Béisbol Profesional. Mitchell Page lidera las empujadas con 57, los jonrones con 14 y las bases alcanzadas con 140, y Félix Rodríguez suelta 10 triples, lo que se convierte en una nueva marca en la liga.
La temporada 1977-78 Joe Cannon conquista el título de bateo con .381, golpea 91 hits para encabezar ese departamento, e iguala la marca de triples con 10 (empatando el récord establecido en la anterior campaña por Félix Rodríguez), mientras que Oswaldo Olivares lidera a los robadores de bases con 25, en una temporada en la que Magallanes queda último.

### El Brujo Horton y la posterior sequía
Tras llegar últimos en la 1977-78, los Navegantes en medio de una crisis tuvieron que entregar el timón en la mitad de la 1978-79 a su bateador de mayor jerarquía en aquel entonces, Willie Horton, en reemplazo del cubano Orlando "Cookie" Rojas. Muy a pesar de su manera peculiar para dirigir en el terreno de juego, quitándose incluso en turnos claves para colocar a su "amuleto" Rafael Cariel, Horton quien en su doble rol de mánager-jugador logró lo que quería y Magallanes tuvo una recuperación milagrosa tras pasar del último al primer lugar de la tabla de clasificación, para posteriormente alcanzar su sexto título en la historia de la liga, en esta oportunidad contra las Águilas del Zulia. Olivares resulta líder en hits con 84 y Dave Coleman en dobles con 20. Posteriormente los Navegantes obtuvieron su segundo campeonato de la Serie del Caribe, ante los representantes de México, Puerto Rico y República Dominicana. Con Mitchell Page en plan de héroe al conectar un jonrón decisivo en el noveno inning del último juego, Magallanes sería en ese momento el único equipo venezolano ganador en dos ocasiones del máximo evento de béisbol del área (1970 y 1979).

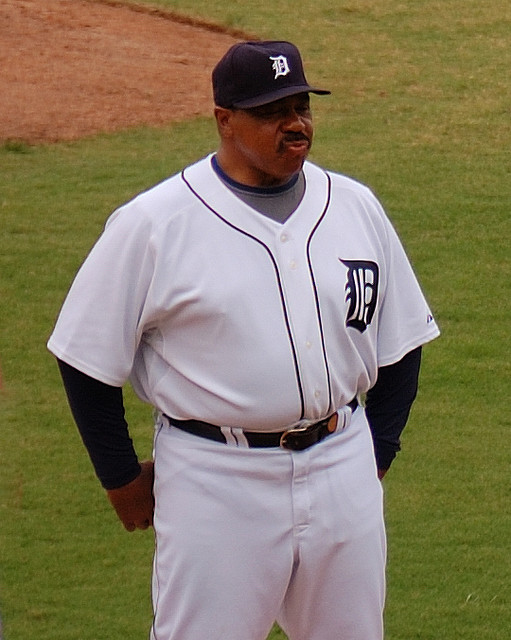
Willie El Brujo Horton. Con su "magia" Magallanes escalaría del último al primer lugar de la clasificación para posteriormente ganar el sexto título de liga y la segunda Serie del Caribe para el club.

En la década de los 80 el club sufre una crisis deportiva, dejando los peores registros en la historia que tiene como consecuencia múltiples canjes de jugadores. En la 1979-80 y con indeseable marca de 48 derrotas en una temporada de 70 encuentros, Magallanes ocupa el último lugar a 24 juegos y medio del puntero, además, el equipo pierde los catorce juegos de la serie contra los Leones del Caracas. Horton pasa de héroe a villano siendo cesanteado, sucediéndole en el cargo el miembro del Salón de la Fama del Béisbol Luis Aparicio.
En la peor temporada de su historia, la 1980-81, Magallanes termina con 16 ganados y 44 derrotas, una marca que ni siquiera los equipos de expansión han registrado. En medio de la temporada 1983-84 Magallanes logra el pase a la eliminatoria al vencer a los Tigres de Aragua en juego extra por el cuarto lugar. Luego la tropa turca es barrida por las Águilas del Zulia en la semifinal. Finalmente Zulia se alzaría con ese campeonato y posteriormente en la Serie del Caribe en Puerto Rico, siendo el tercer título en la zona para un equipo del a liga. En esa temporada Alfredo Torres se embasa en 11 ocasiones consecutivamente y conecta de hit en ocho turnos seguidos, empatando la marca de la liga.
En la temporada 1981-82, Oswaldo Olivares es canjeado a Tigres de Aragua por Carlos Porte y Víctor Davalillo, y este último es dejado libre antes de iniciarse la campaña. Al final Magallanes queda en el sótano por tercera ocasión seguida, y cuarta en las últimas cinco campañas. El equipo sale del sótano de la clasificación en la temporada siguiente pero no clasifica, pues queda en el quinto puesto con 31 y 34. El zurdo Randy Niemann cumple una destacada labor desde el montículo, mientras que Alfredo Torres es líder en empujadas con 45 y bases alcanzadas con 111.
En medio de la temporada 1983-84 el lanzador Manuel Sarmiento es cambiado por Wolfgang Ramos y Roberto Espinoza al conjunto Tigres de Aragua. Billy Hatcher establece un récord al embasarse en 40 juegos consecutivos en una temporada. Al final, apuntalados por los lanzadores Chris Green (baseball), líder en efectividad con 1.46, Mike Bielecki con 69 abanicados y Mike Anderson con 8 y 3, 4 completos y líder en comienzos con 15; y los jardineros Benny Distefano y Joe Orsulak, Magallanes logra el pase a la eliminatoria al vencer a los Tigres de Aragua en juego extra por el cuarto lugar. Luego la tropa turca es barrida por Águilas del Zulia en la semifinal. Ese mismo año Alfredo Pedrique estuvo con los turcos en calidad de préstamo y también estuvo el estadounidense Tim Tolman (quien años más tarde dirigiría al equipo y le daría la séptima corona). 
Para la temporada 1984-85, Magallanes logra el cuarto lugar y clasifica a la eliminatoria, pero cae en cinco juegos frente a los Tigres de Aragua. El 26 de octubre, en su primera apertura en la liga, Omar Bencomo mantuvo sin hits a los Tiburones de La Guaira durante 8.1 innings, hasta que Norman Carrasco conectó un inatrapable. De todas maneras Bencomo no sólo terminó lanzando un partido de un indiscutible, sino que a la postre obtuvo la designación de Novato del Año con balance de 7 y 3. Alfredo Torres lideró la liga en carreras empujadas con 48.
Al concluir la ronda eliminatoria de la temporada 1985-86, Magallanes queda en el primer puesto (37 ganados y 28 perdidos, alcanzando de paso la mayor cantidad de triunfos para el club en una campaña), pero no puede pasar a la final pues sucumbe ante Tiburones de La Guaira en cinco juegos.. El 16 de noviembre Mark Funderburk conecta dos cuadrangulares en un mismo inning frente a los Leones del Caracas, estableciendo un récord. Barry Bonds, para el momento líder del equipo en jonrones, empujadas, anotadas y robos, es dejado en libertad a principios de diciembre. Sin embargo, la novena contó con buen ataque y Joe Orsulak se erigió como campeón bate (.331) y máximo hiteador (80); Funderburk fue el máximo empujador (41) y Benny Distefano hizo lo propio en triples (5).
En la temporada 1986-87 llegan a formar parte del equipo Clemente Álvarez, Gilberto Roca, José Villa, William Magallanes y Carlos García, como parte de un proceso de renovación. Al principio de campaña el club experimenta una seguidilla adversa de 4 blanqueos consecutivos y 41 entradas sin fabricar anotaciones. El 6 de diciembre de 1986 Magallanes establece un récord de carreras al derrotar 23 a 0 a las Águilas del Zulia, la mayor diferencia con la cual ha ganado un equipo en la historia de la liga. Sin embargo Magallanes culmina eliminado y en el sótano de la clasificación.
Para la temporada 1987-88 apareció un viejo conocido, el dominicano Felipe Rojas Alou a dirigir al elenco marino. Alou, toda una leyenda como jugador y dirigente en las Grandes Ligas, había sido mánager campeón una década antes (1977-78) con los Leones del Caracas. Ahora con Magallanes, el equipo experimenta un buen arranque y gana todos sus partidos del mes de octubre, siete en total. El equipo termina segundo, pero cae en el Round Robin —nuevo formato empleado por la liga— empatado con Cardenales de Lara con foja de 5 victorias y 7 reveses.. El 28 de noviembre Billy Bean llega a once veces seguidas embasándose, para empatar la marca de la liga. José Villa encabeza el circuito con 9 triunfos, para convertirse en el primer lanzador que lidera este departamento actuando solamente como relevista. La siguiente temporada (1988-89) no fue auspiciosa para Alou y sus muchachos. El equipo queda eliminado y en el sótano, entre otras cosas debido al anémico promedio de bateo colectivo de .229, el más bajo del conjunto desde su regreso a la liga en la 1964-65.
Tras terminar liderando la clasificación en la ronda eliminatoria de la temporada 1989-90, el equipo se desinfla en el Round Robin, etapa en la cual inicia perdiendo nueve juegos seguidos (marca superada en enero de 2012 por las Águilas del Zulia con 11 reveses al hilo), para concluir con negativa marca de uno y once (el peor récord para un equipo en un round robin). William Magallanes fue líder en jonrones con 8 y empujadas con 41. Edgar Naveda conecta ocho hits en ocho turnos consecutivos, con lo que empata el récord de la liga.

### Renacer del equipo
En planes de reestructuración, 14 peloteros son dejados libres por el conjunto en miras de la temporada 1990-91. El 10 de noviembre, haciendo su debut en el profesional, Juan Francisco Castillo gana su primer juego con trabajo de cinco capítulos, rivalizando con Enrique Alfonso Gómez de las Águilas del Zulia. El día 13 de noviembre William Magallanes golpea dos vuelacercas, uno con las bases llenas, el segundo Grand Slam para él en esa temporada. El 3 de enero Oswaldo Olivares conecta su primer cuadrangular en Venezuela después de 3066 veces al bate; y un turno después suena su hit número 900 en la liga. Durante el round robin Magallanes queda en el camino en el tercer lugar con récord nivelado de 6 victorias y 6 derrotas, pero Juan Francisco Castillo es designado Novato del Año. Alfredo Pedrique llega para establecerse como jugador titular del elenco tras un cambio desde Tiburones de La Guaira por el lanzador Luis Vásquez.
Llegó la temporada 1991-92 y con ella el arribo al club del lanzador zurdo Juan Carlos Pulido, el cual es obtenido de Tigres de Aragua a cambio de Alfredo Pedrique. El 2 de enero de 1992, en un juego contra los Leones del Caracas que se extendió a 18 innings, el "Gago" Olivares largó un triple en el décimo séptimo capítulo, el incogible 950 en su carrera y el último con el Magallanes en temporada regular, y Eric Anthony empata la marca de más turnos en un juego en poder de "Camaleón" García desde la 1952-53 al acumular 9 veces al bate. El club culmina de primero en la recién creada división oriental, y aunque vuelve a quedar fuera de la final al caer en el Round Robin de últimos en la instancia con foja de 4 ganados y 8 perdidos, algunos turcos reciben galardones: William Magallanes (Productor del Año), Benito Malavé (Relevista del Año), y Eddy Díaz (Novato del Año), fueron los galardonados.
El grandeliga Álvaro Espinoza pasa al Magallanes en la temporada 1992-93 junto con Raúl Tucupita Marcano y Alfredo Torres (este último dejado libre posteriormente), en cambio que llevó a Lester Straker, Argenis Conde y Román Rodríguez a los Tigres de Aragua. Aunque tuvo una mala arrancada (6 ganados y 14 perdidos), el 1 de diciembre Magallanes se ubica en el segundo puesto detrás de los Leones del Caracas, gracias entre otras cosas a una cadena de 11 triunfos hilvanada del 10 al 25 de noviembre (la más larga de la divisa en una campaña). El 23 de ese último mes del año el equipo asegura su pase al round robin venciendo a los Tiburones de La Guaira, y al culminar la campaña Carlos García experimenta una gran temporada: .354 de promedio, 3 jonrones, 23 empujadas y 14 dobles, en medio de una actuación colectiva desbordante. El club pasa a la final por primera vez en 14 temporadas, pero no cuenta con sus dos lanzadores estrellas, Juan Francisco Castillo y Ramón García, ni tampoco con el toletero Eric Anthony, siendo barrido en cuatro juegos por las Águilas del Zulia.
Después de quince años de la obtención de su último título (torneo 1978-79), el 31 de enero de 1994, Magallanes volvió a ser campeón del béisbol venezolano tras derrotar a su eterno rival, los Leones del Caracas. Los Navegantes, además de llevarse el trapo campeonil, tuvieron en sus filas a varios de los peloteros más destacados de la contienda. El lanzador zurdo Juan Carlos Pulido logró cosechar once triunfos en la ronda eliminatoria para erigirse en el Pitcher del Año. El importado John Hudek coleccionó 19 salvados en 20 oportunidades de rescate. Luis Raven, adquirido en una negociación realizada con el Caracas antes de iniciar la campaña, se convirtió en el Novato del Año. Fue colíder en jonrones (7) y segundo en average (.345), además de figurar segundo detrás de Luis Sojo en la escogencia del Jugador Más Valioso. El 5 de noviembre se produjo el debut de Álvaro Espinoza con la camiseta del club, y el 26 de noviembre el equipo realizó una importante transacción que llevó a William Magallanes a Caribes de Oriente a cambio de Oscar Azócar, quien a la postre sería figura de primer orden en la conquista del campeonato (hasta el año anterior había sido ficha de los melenudos).
Por primera vez desde la temporada 1981-82, Magallanes contó con más de un mánager en su dirección en la campaña 1994-95. Después de haber comenzado con un ritmo muy ganador bajo el mando de Tim Tolman (17-10 hasta el momento en que el estratega tuvo que regresar a Estados Unidos), el conjunto se vino a menos en la segunda parte de la campaña con Dave Hudgens como piloto (15-18), perdiendo en la última jornada de la eliminatoria el primer lugar de la División Oriental que había ocupado durante toda la justa. Posteriormente en el round robin, y por cuarta ocasión en su historia, los Navegantes fueron los derrotados en una tanda de desempate entre tres equipos (contra Leones del Caracas y Águilas del Zulia) de la cual salieron las dos novenas que irían a la final, tras perder el juego decisivo ante los Leones. En el plano individual, Eddy Díaz fue el líder estafador de la liga al acumular 23 robos.
En la temporada 1995-96 a pesar de terminar con récord negativo de 29 ganados y 31 perdidos durante la ronda eliminatoria (en el segundo lugar de la División Oriental a 3 juegos del Caracas), los Navegantes se crecieron a partir del round robin para terminar alzándose merecidamente con el título del histórico torneo el cual se celebró el 50.º aniversario de la Liga Venezolana de Béisbol Profesional. Enfrentando en la final al Cardenales de Lara (equipo con el mejor récord de la fase regular, 36 victorias y 24 derrotas), Magallanes se convirtió apenas en el tercer club en la historia del circuito en obtener el gallardete después de estar abajo 3 a 1 en la serie decisiva, para lo cual tuvo que ir hasta Barquisimeto y en condición de visitante vencer de manera sorpresiva en los dos últimos cotejos. Con un conjunto que se basó casi en su totalidad en su material nativo, y que durante gran parte del round robin y la final presentó alineaciones conformadas exclusivamente por peloteros del patio, los Navegantes vinieron de atrás para lograr su segundo título en tres temporadas. Dicho plantel, encabezado por el Jugador Más Valioso de la Final, José Francisco Malavé (.370 de promedio con 3 jonrones y 10 impulsadas), el recuperado Juan Francisco Castillo (2 ganados y 0.60 de efectividad en un par de aperturas) y Gregorio Machado como mánager de última hora ante la partida de Tim Tolman, le proporcionó a la divisa su octavo título en el rentado. En el ínterin, Magallanes propinó el primer juego sin hits ni carreras para el club, y el primero que se lanza en la liga de manera combinada, cuando el 10 de enero Donne Wall, Oscar Henríquez y Dave Evans unieron esfuerzos para realizar tal hazaña frente a los mismos Cardenales. Ese mismo año, con los turcos estuvo el recio toletero Tyrone Woods (quien el año anterior tuvo una muy destacada participación con los Leones del Caracas al liderar el departamento de cuadrangulares de la liga con 11 empatado con Marcos Armas de Cardenales de Lara). También unos meses antes de iniciar la temporada dejó en libertad a fichas como Edgar Naveda, José Villa, Raúl "Tucupita" Marcano, Oscar Azócar y Amador Arias. Los dos primeros fueron firmados por Pastora de Occidente y los tres últimos por los Tigres de Aragua.
Los Navegantes del Magallanes conquistarían su segunda corona consecutiva y la tercera en cuatro años en la temporada 1996-97. Tras terminar con el mejor registro de la ronda eliminatoria (33 victorias y 17 derrotas) y en el Round Robin (12 victorias y 4 derrotas), La Nave accedió a su cuarta final en las últimas cinco campañas que disputó, teniendo nuevamente como adversario a los Leones del Caracas. En esa instancia la escuadra dirigida por el estadounidense John Tamargo logró el campeonato frente a su eterno rival en apenas cinco juegos. Magallanes obtuvo el noveno título de su historia y representó a Venezuela en la Serie del Caribe 1997 de Hermosillo, México, donde logró el subcampeonato. En medio de la temporada regular, el 3 de noviembre de 1996, el lanzador zurdo Chris Roberts logró lanzar el segundo no hit no run para el Magallanes ante los Tiburones de La Guaira. Por otra parte, el club implantó un récord para la franquicia al propinar nueve blanqueos que fueron repartidos de la siguiente manera: Tiburones (3), Caribes (2), Leones (1), Águilas (1), Pastora (1) y Tigres (1).
En la campaña 1997-98 Magallanes logra finalizar por segundo año consecutivo en el primer lugar de la División Oriental con balance de 37 ganados y 27 perdidos, teniendo como principal baluarte el ataque desplegado por Luis Raven, quien fue el máximo remolcador de la campaña con 45 y colíder en vuelacercas con 8, además de hilvanar una cadena de 24 juegos conectando inatrapables, lo que constituye un récord para la divisa. En el Round Robin el conjunto se vino a menos, y tras comenzar con tres derrotas consecutivas no se pudo recuperar para terminar en el tercer lugar con marca de ocho y ocho. En medio de esta etapa semifinal el mánager John Tamargo renunció a su cargo el día 13 de enero, siendo sustituido por Alfredo Pedrique.

### Sangre nueva
Antes de iniciar la campaña 1998-99 Magallanes comenzó un proceso de reestructuración, y como parte de dicha renovación dejó en libertad a dos de sus grandes figuras a lo largo de la década, Álvaro Espinoza y Carlos García, quienes pasaron a formar parte de Caribes de Oriente y Tigres de Aragua, respectivamente. De igual manera, Luis Raven fue cambiado a Pastora de los Llanos por tres peloteros jóvenes. En medio de la contienda continuaron los movimientos, pues Juan Carlos Pulido fue enviado a los Tigres, mientras que Alejandro Freire se fue a los Caribes a cambio del receptor Robert Machado. El equipo finalizó una vez más como líder en la División Oriental, pero al igual que el año anterior se desinfló en el Round Robin para concluir con marca de siete ganados y nueve perdidos. El campocorto Luis Rivas, quien hacía su estreno en el circuito, fue elegido Novato del Año luego de batear para promedio de .280 puntos con 33 anotadas y 12 impulsadas, siendo escoltado en la votación por otro magallanero, el pitcher Johan Santana, quien ganó cinco juegos sin ser derrotado. El 18 de octubre los Navegantes recibieron un no hit no run combinado de parte Mike Romano, Luis Silva y John Bale de Cardenales de Lara, y el 28 de diciembre el elenco fue dejado sin hits por Argenis Conde de los Caribes de Oriente, pero a pesar de ello ganó el encuentro dos a una. El 19 de diciembre Magallanes y Tiburones de La Guaira se batieron durante 18 innings en el Estadio José Bernardo Pérez de Valencia en el partido de más tiempo de duración en la historia de la liga, seis horas con cinco minutos.
Luego de superar una difícil ronda eliminatoria en la temporada 1999-00 en la cual concluyó con balance de 31 victorias y 31 derrotas, segundo en la División Oriental, y posteriormente en el Round Robin derrotar a Pastora de los Llanos en un juego extra por el pase a la final, Magallanes accedió a una final por décima vez en la historia de la divisa. Al igual que sucediera en la temporada 1992-93, en esa instancia las Águilas del Zulia. Por segunda temporada seguida un jugador del club se llevó el premio Novato del Año, en esta ocasión por intermedio del jardinero Endy Chávez. Magallanes tuvo como estratega al estadounidense Phil Regan, quien fue suplido temporalmente por el dominicano César Cedeño durante los primeros 14 juegos de la campaña. El 30 de noviembre falleció el joven lanzador Roger Blanco, tras ser víctima de la delincuencia en La Guaira.
Por segundo año consecutivo, durante la campaña 2000-01, los Navegantes del Magallanes llegaron a la serie final, pero nuevamente cayeron derrotados en la fase decisiva, esta vez ante los Cardenales de Lara, que se impusieron en seis enfrentamientos. Durante la ronda eliminatoria la novena terminó como líder de la División Oriental con marca de 32 y 30, mientras que en el Round Robin también finalizó primero tras ganar 11 por 5 derrotas. Con un total de 53 jonrones en la etapa clasificatoria, el equipo estableció una marca para la franquicia en una sola contienda, superando el tope anterior que era de 52 desde la temporada 1953-54. El 13 de diciembre de 2000 en San Felipe, y ante el pitcheo de Caribes de Oriente, Magallanes conectó cuatro jonrones en un mismo inning implantando un nuevo récord para la liga, con Melvin Mora, Ozzie Timmons, Raúl Chávez y Donaldo Méndez como los responsables de la hazaña. Oscar Henríquez consiguió 9 juegos salvados para llegar a 42 rescates de por vida, con lo cual desplazó a Manuel Sarmiento convirtiéndose en el máximo taponero de todos los tiempos para la divisa.
Luego de sufrir decepciones en las dos anteriores series finales, los Navegantes del Magallanes se desquitaron para conquistar el décimo título en la historia de la divisa en la temporada 2001-02. La nave turca transitó una complicada fase regular en la cual tuvo balance negativo de 30 y 32 para finalizar en el segundo lugar de la División Oriental, con lo cual sumó 13 campañas seguidas pasando a la postemporada. Posteriormente, la escuadra carabobeña se transformó en el todos contra todos para encabezar cómodamente esta etapa con registro de 12 y 4, incluyendo una racha de nueve triunfos consecutivos que constituyen un récord para el Round Robin. En la final Magallanes superó en cinco encuentros a los Tigres de Aragua, coronándose monarca del circuito venezolano por cuarta vez en las últimas nueve temporadas. El 2 de diciembre de 2001, frente a Tiburones de La Guaira, Carlos Guillén, Robert Machado y Luis Landaeta dispararon jonrones en turnos consecutivos en el sexto inning frente a Dan Wheeler, empatando así la marca de vuelacercas seguidos para un club en un episodio.
Tras la temporada 2002-03 que fue suspendida a mitad de temporada, en la temporada 2003-04, los Navegantes del Magallanes quedaron eliminados por primera vez desde la temporada 1988-89, poniendo fin a una cadena de trece campañas en las cuales el cuadro turco estuvo por lo menos entre los protagonistas del todos contra todos de la semifinal. La ausencia de algunos de sus principales peloteros criollos y la poca participación de otros, en gran medida determinaron el destino del club. Clemente Álvarez actuó en su decimoctava temporada con Magallanes para adueñarse de la marca de más años jugados con la divisa. En la 2004-05 y por segunda campaña consecutiva, Magallanes quedó eliminado al terminar en el tercer lugar de su división con registro de 27 y 35. Una vez más la ausencia de sus principales figuras llevó a la divisa a depender en buena medida de su cantera de peloteros, entre los cuales destacaron el jardinero Arturo Rivas y los lanzadores Yusmeiro Petit y Aníbal Sánchez.

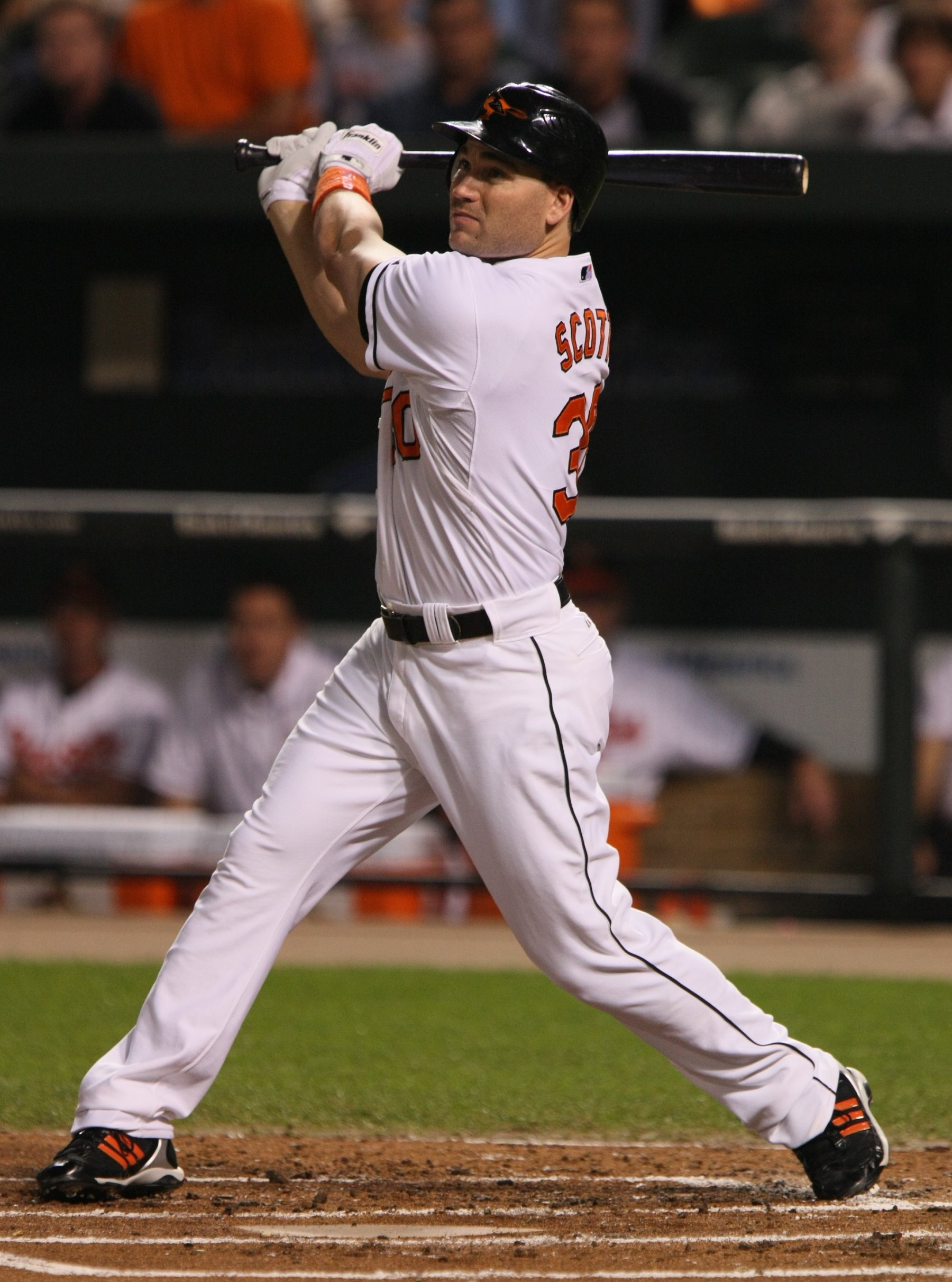
Luke Scott debutaría en la temporada 2005-06, convirtiéndose en solo dos temporadas en un ídolo de la afición. En dicha temporada se adjudicó el récord del club de más cuadrangulares por veces al bate en una temporada. Scott promediaría una media de un cuadrangular por cada 9.92 turnos al bate.

Tras comenzar la campaña 2005-06 de manera incierta, con diez derrotas en sus primeros trece compromisos, los Navegantes del Magallanes se recuperaron para finalizar en el primer lugar de la División Oriental recopilando el mejor registro del circuito con 39 ganados por apenas 23 perdidos. La recuperación coincidió con la incorporación del mánager Alfredo Pedrique, quien tomó las riendas de La Nave a partir del 30 de octubre de 2005. En el Round Robin la escuadra turca comenzó de la misma manera -seis lauros en sus primeros ocho cotejos- con lo cual parecía encaminarse a la final. Sin embargo, en la segunda mitad de la semifinal el equipo se desmoronó para finalizar con 9 y 7 acabando con sus posibilidades de disputar el título. La pareja de importados conformada por Michael Restovich y Luke Scott hizo recordar a los mejores refuerzos en la historia de la divisa.
Por segunda temporada consecutiva el club finalizó en el primer lugar su división con balance de 36 y 26 en la temporada 2006-07, consiguiendo en esta oportunidad avanzar hasta la serie final del campeonato pero sin poder llevarse el título. La campaña de los Navegantes, sin grandes actuaciones en el plano individual, estuvo caracterizada por un gran juego de conjunto. En el Round Robin Magallanes arrancó de forma imponente al punto de ganar sus primeros siete compromisos de dicha etapa, con lo cual allanó el camino hacia la fase decisiva del torneo liderando la semifinal con récord de 12 y 4. En esta instancia destacó la labor de Richard Hidalgo, quien fue el mejor toletero del todos contra todos encabezando a los bateadores en jonrones (8), hits (24), anotadas (16), extrabases (13) y bases alcanzadas (53), siendo además el segundo mejor en promedio (.393), dobles (5) e impulsadas (13). Su desempeño tuvo su pico más alto el 4 de enero de 2006, cuando despachó tres cuandrangulares frente al pitcheo de Cardenales de Lara, convirtiéndose en el tercer magallanero en lograr tal gesta. Ya en la final ante los Tigres de Aragua, y cuando parecía en camino de sufrir una barrida tras caer en los tres primeros juegos, la escuadra carabobeña se levantó para ganar el cuarto choque y estuvo a punto de forzar el regreso a Valencia con una nueva victoria en el quinto juego. Sin embargo, el bullpen de los turcos desperdició una ventaja de hasta siete carreras en un fatídico noveno inning en el cual los Tigres fabricaron ocho carreras para llevarse el triunfo y a su vez el gallardete, dejando en el terreno al magallanes en lo que muchos han considerado, la mejor final del beisbol venezolano.
En la temporada 2007-08 se implementó un nuevo formato en la ronda regular, al eliminarse el sistema de divisiones pasando a ser un todos contra todos y con calendario de 63 juegos para cada club. Magallanes quedó fuera de la clasificación tras dejar marca de 29 ganados y 34 perdidos, registro que apenas le sirvió para quedarse en el sexto lugar de la tabla de posiciones. Igualmente en la 2008-09 Magallanes quedó fuera de la clasificación al concluir con registro de 28 y 35. En medio de los inconvenientes, el 25 de noviembre de 2007 fue cesanteado el mánager Nick Leyva cuando el club tenía balance de 14 y 19, siendo suplantado por Edgar Alfonzo, quien tampoco pudo enderezar el rumbo de la nave.
De la mano de El Almirante Carlos García, quien regresó para encargarse de la dirección de su equipo de siempre en la temporada 2009-10, Magallanes tuvo una de las mejores actuaciones en fase eliminatoria en la historia de la divisa al finalizar con 41 ganados y 22 perdidos. Dicha cantidad de triunfos estableció una marca para el club en una contienda. Los Navegantes continuaron su ritmo avasallante en el todos contra todos al registrar 11 y 5 en esta etapa, ganándose el derecho a disputar la final contra Leones del Caracas, lo que fue la tercera ocasión en la cual los eternos rivales se veían las caras en la serie decisiva. Pese a las notables ausencias que por lesiones u otras causas disminuyeron el potencial del elenco de cara a la final, Magallanes batalló en todo momento para llevar la confrontación hasta el séptimo juego quedándose a un paso de la obtención del título. Gracias a su labor al frente de la novena Carlos García fue reconocido como Mánager del Año, mientras que el relevista Jean Machí surgió como una de las sorpresas más impactantes de la justa al convertirse no sólo en el Cerrador del Año, sino también ser premiado como Pitcher del Año, segundo magallanero en conquistar tal honor.

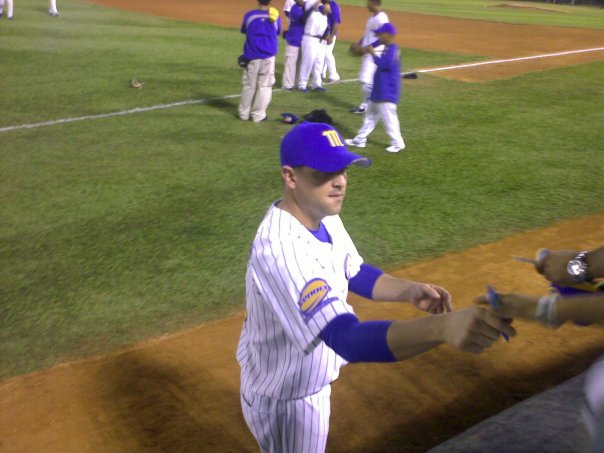
El 31 de octubre de 2010, Michael Ryan se convirtió en el primer jugador del club en batear la escalera o ciclo en un juego, en un encuentro ante Tiburones de La Guaira.

En la campaña temporada 2010-11 Magallanes quedó eliminado tras sufrir un desastroso mes de diciembre en el que la novena turca apenas pudo ganar 6 de los 25 juegos que realizó, lo cual la hizo descender desde el segundo lugar que ocupaba al finalizar el mes de noviembre hasta el sexto puesto al término de la fase eliminatoria. Carlos García no pudo asumir la conducción del elenco, así, el estadounidense Frank Kremblas tomó las riendas del equipo desde el inicio y luego de su salida a mediados de noviembre le siguieron Gregorio Machado y finalmente Dan Radison. 
Con el regreso de Carlos García en la temporada temporada 2011-12, Magallanes estuvo a un paso de disputar la final, pero finalmente acabó eliminado en un juego de la doble tanda de desempate en el Round Robin al caer bombardeado por la toletería de los Tiburones de La Guaira con score final de 16 carreras por una; al tiempo que los escualos accedían a la final por primera vez luego de 25 años.

### Años recientes
Tras once años de espera, Magallanes alcanzó su undécimo título en la temporada 2012-13. Carlos García debió abandonar al conjunto a mediados de noviembre, por lo que Luis Sojo asumió las riendas del club. Magallanes encabezó la eliminatoria con 36 y 27, también lideró el round robin con 10 y 6, mientras que en la final ante Cardenales de Lara tuvo que llevar la serie hasta el séptimo juego, obligando al club a ganar los dos últimos choques en Valencia para poder coronarse.
En la temporada 2013-14, al principio dirigidos nuevamente por Luis Sojo el conjunto logra clasificar con el cuarto puesto al round robin con marca de 33-30 luego de liderar durante varias semanas la tabla de posiciones. Sin embargo, la gerencia decidió de mutuo acuerdo dar un giro en la conducción del equipo por lo que a partir del Round Robin fue Carlos "El Almirante" García quien tomó las riendas del club. Dirigidos por Carlos García consiguen su décimo segundo título en la historia alcanzando así el bicampeonato en una final dominada 4 juegos por 1 ante los Caribes de Anzoategui, siendo la tercera vez en su historia que logran quedar dos veces seguidas campeones.
En la temporada 2014-15 Magallanes se quedó a las puertas del tricampeonato al caer en la serie final ante Caribes de Anzoátegui, quienes en esta oportunidad tomaron desquite y se llevaron el título en una confrontación que al igual que el año anterior se definió en cinco juegos. Sin disponer de las mismas piezas de las dos temporadas precedentes, los Navegantes transitaron una fase eliminatoria de altibajos, a través de la cual el equipo siempre estuvo ubicado en los puestos medios de la tabla de posiciones para finalizar dicha etapa en el cuarto lugar con balance de 32 y 31. En el round robin se vio la mejor versión del conjunto a lo largo de toda la campaña, lo que permitió el pase a la instancia decisiva. El relevista Hassan Pena se convirtió en el puntal del picheo turco alcanzando 19 salvados, registro con el cual igualaba la marca de la divisa para una campaña y lo que le valió para ser designado Cerrador del Año. Por su parte Adonis García tuvo una destacada actuación con el madero que le llevó a ocupar el segundo lugar en la votación para la escogencia del Jugador Más Valioso. En medio del round robin se produjo la reaparición en nuestro circuito de Johan Santana luego de 13 años de ausencia.

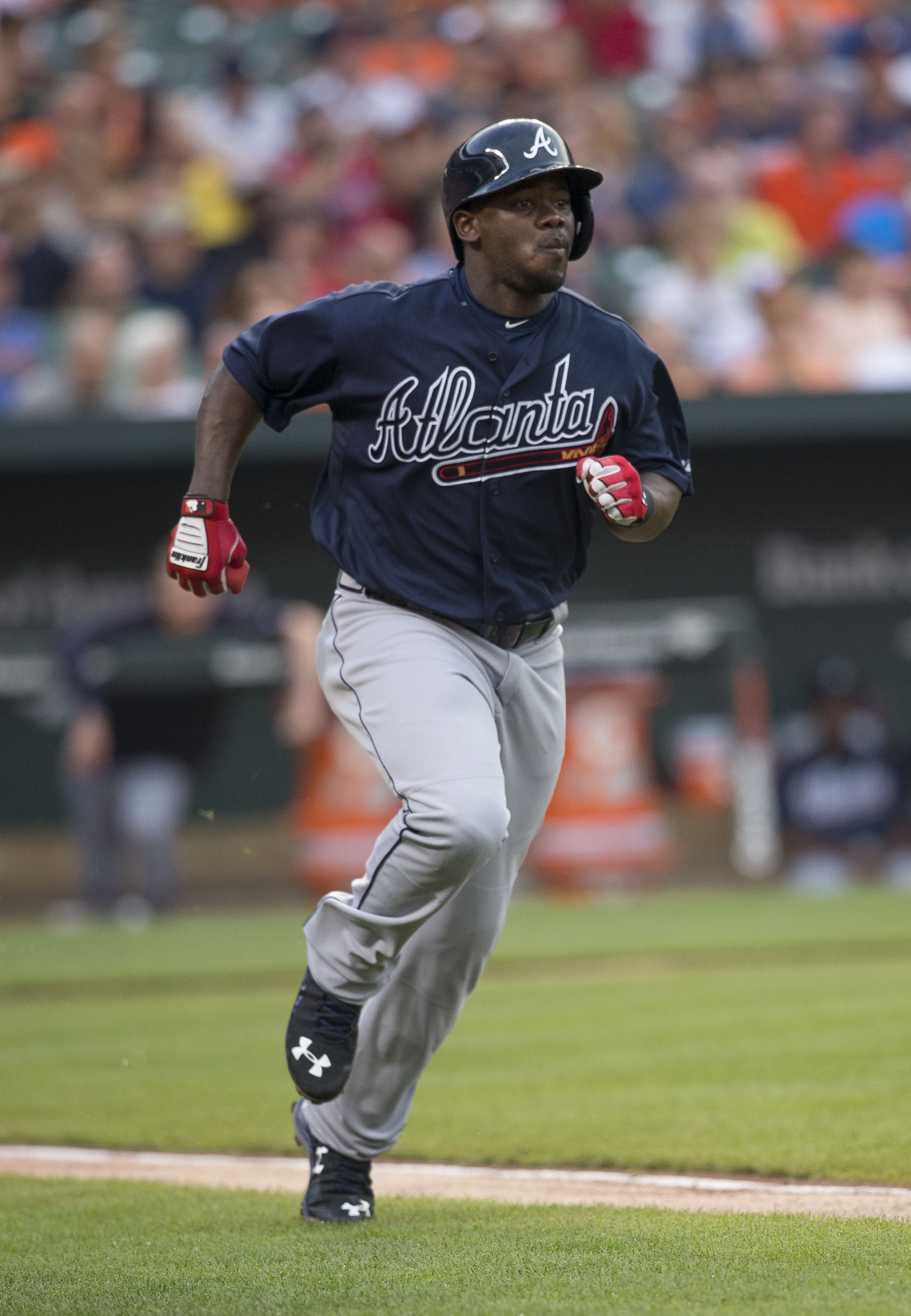
En la zafra 2017-18, Adonis García se convertiría en el jugador extranjero con más jonrones en el club superando la marca de Jim Pendleton.

## Cronología
A continuación se detalla la cronología de los Navegantes del Magallanes considerando los momentos más importantes de su historia desde su fundación, en 1917, y sus participaciones en competiciones oficiales.

## Estadio

### Estadio José Bernardo Pérez

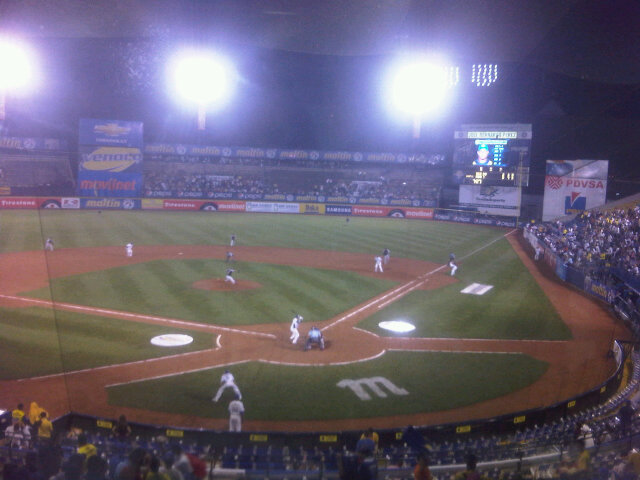
Vista del Estadio José Bernardo Pérez.

El estadio José Bernardo Pérez fue inaugurado el 25 de marzo de 1955, con el nombre de estadio Cuatricentenario, bajo el mandato del Gobernador Ricardo Arroyo Ludert, es donde actualmente disputa sus juegos de local.
Fue a partir de la campaña 1965-1966 que se produjo el cambio de nombre, rindiéndole homenaje, de esa manera, a José Bernardo Pérez, una de las glorias del béisbol y el deporte carabobeño. En total, durante 13 temporadas el parque de la capital valenciana fue sede de los Industriales de Valencia y fue en la temporada 1969-1970 cuando recibió al Magallanes luego del traslado de la popular divisa, convirtiéndose desde entonces en su casa.
Sus medidas son 347 pies por el jardín izquierdo y derecho y 385 pies por el jardín central. El horario de los juegos es de lunes a viernes, a las 7:00 p. m.; y los sábados, domingos y feriados, a las 5:30 p. m.. Tiene una capacidad para 16 000 espectadores.
Un hecho curioso del estadio, es que en el diseño del campo de béisbol, el triángulo del home apunta hacia el polo sur, cuando la gran mayoría de los campos de béisbol del mundo, se acostumbra a que apunte hacia el polo norte.
Otro estadio donde el Magallanes realiza algunos de sus encuentros es el Estadio Independencia de la ciudad de Puerto Cabello, estado Carabobo. Ocasionalmente, también jugaba de local en estadios como La Ceiba en Puerto Ordaz y el estadio Nueva Esparta en Porlamar hasta la llegada de Bravos de Margarita.

### Estadio San Agustín

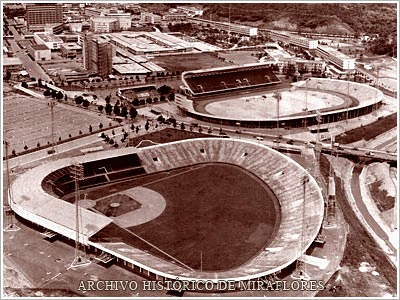
Vista del estadio Universitario en 1953. Dicho estadio fue sede del Magallanes desde 1952 a 1956, y 1964 a 1969.

El estadio San Agustín, posteriormente renombrado como estadio Cerveza Caracas, fue un estadio de béisbol localizado en la parroquia San Agustín, Caracas. Fue inaugurado el 29 de enero de 1928 y estaba ubicado entre las esquinas de Bomboná y Granaderos, en la populosa urbanización de San Agustín del Norte. Albergó partidos de béisbol desde su fundación hasta su demolición a principio de los años 1960. Llegó a poseer un aforo de 15 000 espectadores y sus dimensiones eran: 370 LF, 400 CF, 375 RF.
Este estadio sirvió como sede del Magallanes entre 1929 a 1933, y 1941 a 1945. Magallanes vivió su última época en este estadio entre 1946 y 1952 antes de mudarse al estadio Universitario.

### Estadio Universitario
Entre 1952 y 1956 el estadio Universitario, ubicado en la ciudad de Caracas, fue sede de los turcos, los cuales compartían sede con los Leones del Caracas y los Tiburones de La Guaira. Posteriormente retornaría al estadio en 1964 cuando el equipo volvió a la pelota luego de ocho temporadas. Magallanes jugaría en el Universitario hasta 1969, ya que al año siguiente la divisa se trasladaría a la ciudad de Valencia.

## Jugadores y cuerpo técnico

### Miembros del Salón de la Fama del club
Con el fin de preservar y difundir la rica historia de la institución deportiva más antigua del país, así como rendir homenaje a todas aquellas figuras que han dejado huella indeleble en el desarrollo del club desde su fundación y a lo largo de su actuación dentro de la Liga Venezolana de Béisbol Profesional, la Junta Administradora de la Fundación Magallanes de Carabobo decidió crear en el año 2012 el Salón de la Fama de los Navegantes del Magallanes, siendo de esta forma el primer equipo de la LVBP en crear su Salón de la Fama, cuyo nacimiento data a partir del 20 de diciembre de 2012.
| Clase 2012 |
| --- |
| - Vidal López - Jesús Ramos - Lázaro Salazar - Ramón Monzant - José Ettedgui - Luis García - Gustavo Gil - Dámaso Blanco - Dave Parker - Clarence Gaston - Oswaldo Olivares - Carlos Lavaud - Edgar Rincones - Felo Ramírez |

| - Carlos García - Álvaro Espinoza - Alfredo Guadarrama |

| - Edgardo Alfonzo - Carlos Hernández - José Isturiz - Jim Pendleton |

| - Félix Rodríguez - Gregorio Machado - Jim Holt - Abelardo Raidi |

| - Juan Carlos Pulido - Óscar Henríquez - Eddy Díaz - Alberto Parjús |

| - Johan Santana - Willie Horton |

| - Manuel Sarmiento - Oswaldo Degwitz - Mitchell Page |

| - Richard Hidalgo - Melvin Mora - Ramón García - Santiago Sánchez |

### Distinciones y récords del equipo
| Jugadores | Jugadores | Mánagers |
| --- | --- | --- |
| - Novato del Año (13): - Luis García (1949-50) - Dario Rubistein (1954-55) - Néstor Chávez (1964-65) - Gustavo Sposito (1966-67) - Oswaldo Olivares (1975-76) - Alfredo Torres (1977-78) - Omar Bencomo (1984-85) - Juan Castillo (1990-91) - Eddy Díaz (1991-92) - Luis Raven (1993-94) - Luis Rivas (1998-99) - Endy Chávez (1999-00) - Moisés Gómez (2018-19) - Cerrador del Año (9): - Jim Winn (1985-86) - Benito Malavé (1991-92) - John Hudek (1993-94) - Jean Machí (2009-10) - Hassan Pena (2014-15, 2015-16, 2016-17) - Pedro Rodríguez (2018-19) - Bruce Rondón (2021-22) - Setup del Año (4): - Deolis Guerra (2014-15) - Zack Thornton (2015-16) - José Flores (2016-17) - Anthony Vizcaya (2021-22) - Regreso del Año (4): - Richard Garcés (2004-05) - Edgardo Alfonzo (2007-08) - Luis Rodríguez (2015-16) - Wilfredo Boscán (2018-19) | - Productor del Año (3): - William Magallanes (1991-92) - Luis Raven (1997-98) - Delmon Young (2018-19) - Pitcher del Año (3): - Juan Carlos Pulido (1993-94) - Jean Machí (2009-10) - Mitch Lively (2013-14) - Jugador Más Valioso (1): - Delmon Young (2018-19) - Jugador Más Valioso de la Final (4): - Robert Pérez (2001-02) - Pablo Sandoval (2012-13) - Ramón Hernández (2013-14) - Cade Gotta (2021-22) - Guante de Oro (10): - Carlos García (2B) (1994-95) - Eddy Díaz (2B) (1995-96), (3B) (1998-99) - Edgardo Alfonzo (3B) (1996-97) - Robert Machado (C) (1998-99) - Fausto Abbad (1B) (1998-99) - Raúl Chávez (C) (2000-01) - Endy Chávez (OF) (2000-01) - Mitch Lively (P) (2013-14) - Adonis García (OF) (2014-15) | - Mánager del Año (4): - Alfredo Pedrique (2005-06) - Carlos García (2009-10) - Luis Dorante (2018-19) - Wilfredo Romero (2021-22) |

### Números retirados
| 11 Luis Aparicio SS Retirado, 8 de agosto de 2012 | 15 Félix Rodríguez IF Retirado, 8 de agosto de 2012 | 21 "Camaleón" García 3B Retirado, 8 de agosto de 2012 | 23 "Látigo" Chávez P Retirado, 8 de agosto de 2012 |

## Estructura del club

### Presidentes
| Junta Administradora | Junta Administradora      |
| Año                  | Nombre                    |
| -------------------- | ------------------------- |
| 1969-1977            | José Alberto Ettedgui     |
| 1977-1979            | Alberto Parjús            |
| 1979-1980            | Edgar Rincones C.         |
| 1980-1982            | Luis Cancini              |
| 1982-1989            | Santiago Sánchez González |
| 1989-1992            | José Alberto Ettedgui     |
| 1992-1999            | Alfredo Guadarrama        |
| 1999-2003            | Juan José Ávila           |
| 2003-2007            | Jorge Latouche            |
| 2007-2010            | Oswaldo Lómer             |
| 2010-2015            | Giuseppe Palmisano        |
| 2015-2018            | Roberto Ferrari           |
| 2019-2023            | Maximiliano Branger       |
| 2023-presente        | Héctor Arias              |

| Propietarios | Propietarios         |
| Año          | Nombre               |
| ------------ | -------------------- |
| 1946-1955    | Carlos Lavaud        |
| 1955-1956    | Damián Gaubeka       |
| 1964-1969    | Antonio José Isturiz |

| Presidente del Consejo Directivo | Presidente del Consejo Directivo |
| Año                              | Nombre                           |
| -------------------------------- | -------------------------------- |
| 1971-2007                        | Edgar Rincones C.                |
| 2007-2018                        | José A. Gubaira                  |

## Afición

### Significado de los seudónimos

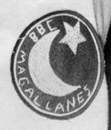
La creciente y estrella (símbolo tradicional de la identidad turca), estuvo en los primeros diseños del escudo y banderines del club.

A lo largo de su historia los Navegantes del Magallanes han recibido una serie de seudónimos. A principios del siglo XX, el equipo fue conocido como Los Diablos Rojos del Magallanes en alusión al diseño de su uniforme, ya que tenía el dibujo de un diablillo bordado en su uniforme.
Desde 1917 hasta su desaparición en 1933, el Magallanes recibió los apodos de: Achocolatados, Bucaneros, Bucaneros de Catia, Bucaneros del Estrecho, Bucaneros del Oeste, Diablos Rojos, Diablos Rojos de Catia, El equipo chocolate, El equipo marino, Filibusteros, Los Chocolates de Catia, Los Ricos Achocolatados, Magallánicos, Magallaneros, Marinos, Marinos de Catia, Navegantes del Oeste, Navegantes de Catia, Piratas, Piratas de Catia, Piratas del Oeste, Turcos, entre otros.
Por otra parte, antes del tradicional barco en el escudo (el cual se asentó a partir de 1960), los primeros diseños del club tuvieron la presencia de la creciente y estrella, el cual es el símbolo tradicional de la identidad turca. Esto debido a que para finales de 1920, el conjunto Magallanes jugaba en un campo ubicado en Camino Nuevo (Caracas) donde predominaban inmigrantes libaneses, sirios, y hebreos que se presentaban en el país con pasaporte turco (Para entonces Imperio otomano). Además, el conjunto estaba formado por una treintena de jugadores y dirigentes tanto venezolanos como descendientes de las distintas colonias de extranjeros asentadas en Venezuela. Esto sin querer marcaría la característica multiétnica y plural que ha acompañado al Magallanes desde el inicio. De ahí el apodo de Turcos.
En cuanto al apodo eléctrico, se debe a que durante la crisis que atravesó el club en los años 1950, su dueño, Carlos Lavaud, quién era propietario de una tienda de electrodomésticos, no pudo solventar las deudas del club y decidió vender el equipo junto a su tienda como un todo. De hecho, la tienda de Lavaud se llamaba El Equipo Eléctrico.
Otros seudónimos surgieron en años posteriores a su llegada a Valencia, como Bucaneros, Marinos, El equipo del Cabriales, etc. Este último en referencia al río Cabriales que atraviesa parte del estado Carabobo.

### Popularidad

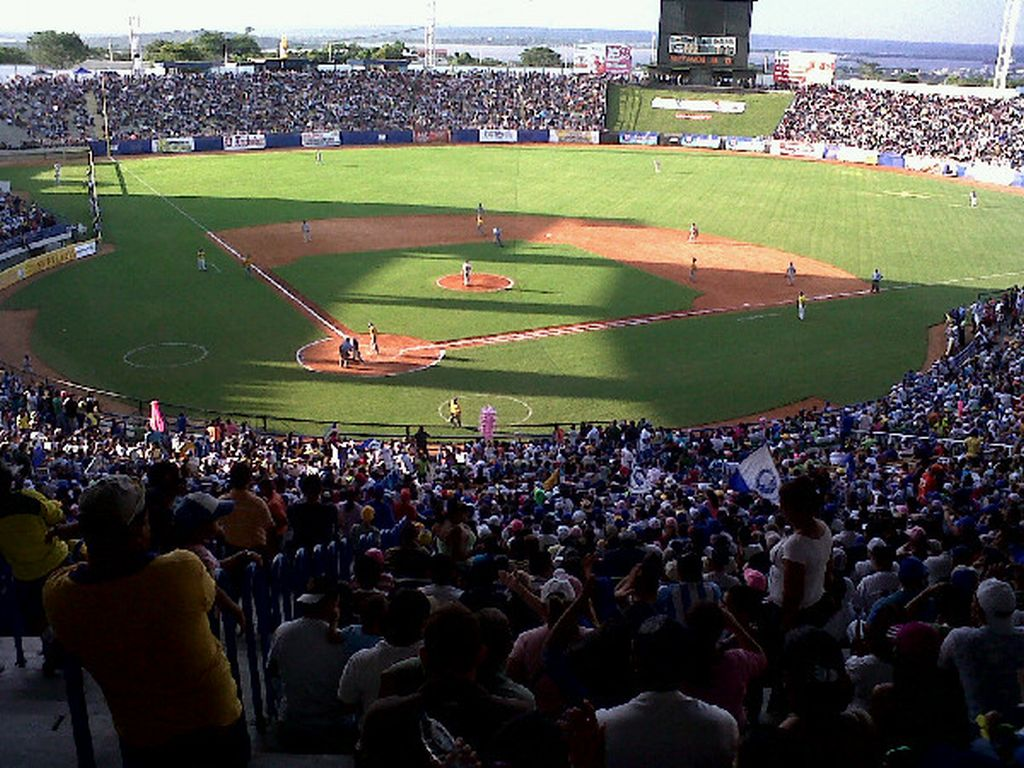
Estadio La Ceiba en Ciudad Guayana, durante un encuentro entre Navegantes y Leones. En él se puede apreciar la gran afluencia de fanáticos del Magallanes.

El béisbol es el deporte que tiene más aceptación en Venezuela según la encuesta realizada por IVAD Consultores entre agosto y septiembre de 2011, en la cual indican que al 88,3% de la población venezolana le gusta el béisbol (9 de cada 10 de venezolanos). El equipo, Navegantes del Magallanes es uno de los que mayor fanaticada tiene en el país (28.38%), acompañado por su eterno rival, los Leones del Caracas (23%). La encuestadora Datanálisis confirma este planteamiento en un reciente estudio, donde afirman que el Magallanes es la divisa que tiene mayor fanaticada en el país.
La popularidad del Magallanes comenzó en los periódicos de la capital por allá en 1928, cuando Magallanes tuvo el atrevimiento de retar al equipo de mayor prestigio para entonces: Royal. En julio de ese año, y tras cumplir un año jugando partidos de categoría amateur, pues los equipos de mayor prestigio nunca aceptaron jugar contra un equipo de tal nivel. El presidente del Magallanes, Eduardo Kalil, decidión entonces buscar el patrocinio de los comerciantes de la zona para poder contratar a jugadores de mayor nivel. Con el tiempo Magallanes se volvió el genuino representante de Catia, tanto así que lo comenzaron a llamar: El ídolo de tres parroquias: Caño Amarillo, Pagüita y Camino Nuevo.
De inmediato el periodista Luis Hernández Maldonado (Lord), de El Nuevo Diario, el periódico de mayor circulación en el país para ese entonces, le respondió a AVJota (Juan Antillano Valarino, principal cronista del Magallanes entre 1928 y 1956):

Hay que ser bien neófito en el béisbol para afirmar que ese esperpento de equipo llamado Magallanes es ídolo de no sé qué cosa. De nada, ese club no es ídolo de nada. Aquí el único equipo que se ha ganado el amor de los venezolanos es el Royal, novena que hoy, desafortunadamente, duerme la siesta, pero que pronto despertará para darnos nuevamente grandes satisfacciones en los campos de pelota. Así me lo informaron recientemente algunos antiguos integrantes de esta novena. Amanecerá y veremos.
Luis Hernández Maldonado (Lord). El Nuevo Diario. Caracas. Septiembre de 1928.

AVJota replicó a Lord días después diciéndole que:

... eso de alabar muertos es muy pavoso. Magallanes es un ídolo que viene en ascenso. Comenzó siendo el amuleto de tres esquinas: Camino Nuevo, Solís y Marco Parra, para convertirse en el ídolo de tres parroquias: Agua Salud, Caño Amarillo y Pagüita. Esa es la verdad, duélale a quien le duela. Lo demás, es pamplina de aficionado embriagado.
 Juan Antilano Valarino (AVJota). Diario La Esfera. Caracas, 15 de septiembre de 1928.

Magallanes, a pesar de muchas derrotas ante equipos de mayor nivel en partidos amistosos, siguió escalando hasta lograr vencer al Royal Criollos, aquel equipo que los ninguneó, en la final de la Copa Londres (Primera División de Caracas) de 1930. Sumado a la Copa de Las Tres Lunas conseguida en 1928, catapultó la popularidad del Magallanes.
A diferencia de los demás equipos, en la mayor parte del país existen aficionados del Magallanes, lo que lo convierte en el equipo con mayor cantidad de aficionados. Generalmente, los simpatizantes de cada equipo pertenecen mayoritariamente al estado en el que el club tiene su sede, en cambio, la afición de Magallanes se extiende indiferentemente por todo el país. Uno de los factores que hace que el club tenga la mayor fanaticada se debe a que tuvo distintas sedes a lo largo de su historia. Fundado en el centro de Caracas en 1917, a comienzos de 1960 la franquicia desaparece y en su lugar una nueva se muda a Puerto La Cruz, en el oriente del país bajo el nombre de Indios de Oriente (posteriormente Estrellas Orientales). Magallanes vuelve a reaparecer en 1964 para trasladarse en la temporada de 1969-70 a la ciudad de Valencia.
Añadido el hecho de que es la institución deportiva en vigencia más antigua de Venezuela, Magallanes está presente en la cultura venezolana, tanto así que es el único club deportivo venezolano que ha dado nombre a una localidad (Los Magallanes de Catia, Caracas).

### Magallanes en la cultura popular
El béisbol en Venezuela se encuentra presente en diversos géneros literarios (novelas, teatro, poesía) y  expresiones artísticas (fotografía, pintura, escultura, cine y música).

Insignia del club.

La música ha sido fuente artística en la que el Magallanes ha estado presente. Se sabe que el maestro Pedro Felice compuso en 1930 un paso doble dedicado al Magallanes que causó gran furor entre los seguidores del equipo de Catia. No son pocos los artistas que han tomado en cuenta al equipo Magallanes para sus creaciones. El célebre intérprete puertorriqueño Daniel Santos, le dedicó en 1950 una canción a la popular novena llamada El Mulo y la Media Luna, aludiendo a la lucha del Magallanes contra sus rivales Leones del Caracas. Santos interpretaba la canción junto a la orquesta del maestro Aldemaro Romero. 
En 1952, Willy Gamboa, pondría de moda dos tumbas dedicadas al Magallanes y al Caracas. La de los Navegantes se llamaba Magallanes para todo el mundo y la cantaba Néstor "Chispita" Brito. La figura de Vidal López también sirvió para que algunos músicos hicieran arreglos que aludían al poder que mostraba con el madero: Palo Vidal, palo Vidal, palo con ellos Vidal....
Posteriormente, la orquesta Billo's Caracas Boys le rindió homenaje a la divisa en al menos tres ocasiones con los temas "No hay quién le gane al Magallanes", "Magallanes será campeón" y "Magallanes y Susana", este último en referencia a la Miss Mundo 1955 Susana Duijm.
Son muchos las figuras y personajes públicos que se han declarado seguidores del club. Entre ellos los presidentes Carlos Andrés Pérez, Rafael Caldera y Hugo Chávez.

### Mascota
A partir de la temporada 2004-05 acompaña al equipo Capy, un lorito cuyo nombre es alusivo al capitán de la nave turca, surgió gracias a una encuesta realizada a través de diarios de la ciudad de Valencia. Capy fue creado y personificado por Martin Osechas. Con el pasar de los años otra mascota fue añadida, en el caso de Lola, quien también es un loro y es novia de Capy.

## Palmarés

### Profesional
- Liga Venezolana de Béisbol Profesional (13): 1949-50, 1950-51, 1954-55, 1969-70, 1976-77, 1978-79, 1993-94, 1995-96, 1996-97, 2001-02, 2012-13, 2013-14 y 2021-22.
  - Subcampeón (13): 1948-49, 1951-52, 1952-53, 1953-54, 1970-71, 1974-75, 1992-93, 1999-00, 2000-01, 2006-07, 2009-10, 2014-15, y 2015-16.

- Serie del Caribe (2): 1970 y 1979.
  - Subcampeón (3): 1955, 1977, y 1994.

### Amistosos
- Choque de Gigantes (1): 2024.[41]

### Amateur
- Primera División de Caracas (2): 1930, 1943-44.[12]
  - Subcampeón (4): 1931, 1941, 1942-43, 1945.[12]